# Христианство и гомосексуальность

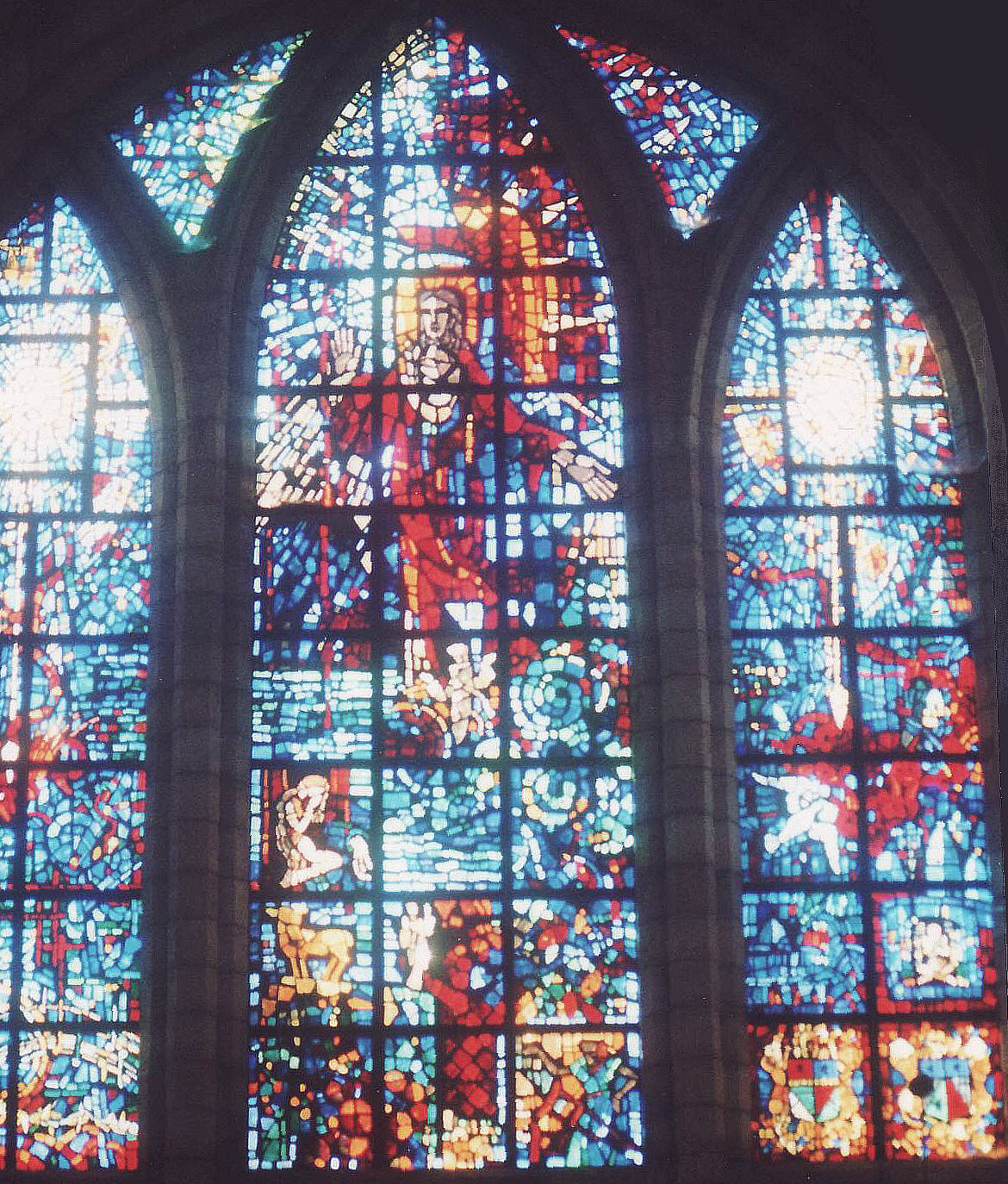
Христос в триумфе над Тьмой и Злом (1982), Георгиевский собор, Кейптаун, ЮАР

В христианстве существуют различные взгляды на сексуальную ориентацию и гомосексуальность. Мнение о том, что различные отрывки Библии говорят о гомосексуальности как об аморальном или греховном, возникло в результате её толкования и с тех пор укоренилось во многих христианских конфессиях благодаря церковной доктрине и формулировкам различных переводов Библии.
На протяжении всей христианской истории гомосексуальные акты рассматривались в церкви как тяжёлый грех. Гомосексуальные акты осуждают Римско-католическая, Православная, Доэфесские, Древневосточные и Протестантские церкви (включая Церковь адвентистов седьмого дня, большинство Баптистских, Методистских и Пятидесятнических церквей). Православное богословие рассматривает однополые сексуальные влечения как проявление последствий повреждения человеческой природы первородным грехом.
В XX веке произошли значительные социальные и научные изменения. Во многих странах общество стало секулярным. В науке стал утверждаться взгляд о том, что гомосексуальность является одной из форм сексуальных ориентаций, которую человек не может подвергнуть изменению. Ряд протестантских церквей (в основном на Западе) начали рассматривать гомосексуальные отношения как норму, а библейские тексты об этом трактовать в историко-культурном контексте.

## Терминология
В ряде современных авторитетных источников на русском языке термины «гомосексуальность» и «гомосексуализм» рассматриваются как аналоги, обозначающие «сексуальную ориентацию, проявляющуюся в эротическом влечении преимущественно или исключительно к лицам собственного пола». В Словаре Ожегова термин «гомосексуализм» определяется как  «половое влечение к лицам своего же пола». В некоторых других источниках этот термин определяется как «половое влечение индивида к лицам одного с ним пола и сексуальные связи между ними». Данные термин и понятие были введены на немецком языке в конце XIX в. венгерским врачом Карлом Марией Кертбени.
Христианские авторы проводят четкое разграничение между гомосексуальной ориентацией, подразумевающей наличие гомосексуальных влечений, и гомосексуальным поведением. Согласно «Православной энциклопедии», «гомосексуализм» представляет собой гомосексуальную практику, в то время как термин «гомосексуальность» авторы энциклопедии связывают с гомосексуальными влечениями, которые они считают извращёнными. Не используя термин «сексуальная ориентация», Православная энциклопедия объясняет разницу между сексуальным поведением и сексуальными влечениями следующим образом:

«Считается необходимым отличать от гомосексуализма гомосексуальность — извращенное половое влечение человека преимущественно к лицам одного с ним пола (половое влечение к лицам противоположного пола именуется гетеросексуальностью, к лицам обоих полов  — бисексуальностью),  — поскольку гомосексуальность может оставаться под контролем индивида и не реализовываться на практике, хотя, как правило, гомосексуальность подразумевает и соответствующее сексуальное поведение. В свою очередь гомосексуализм не всегда является следствием гомосексуальности».
Православная энциклопедия рассматривает как аналог термина «гомосексуализм» применительно к гомосексуальному поведению исторический церковный термин «мужеложество». В  современной светской терминологии на гомосексуальное поведение указывает термин «мужчины, практикующие секс с мужчинами» (аналогично женщины). Катехизис католической церкви на русском языке использует термин «гомосексуализм» не в широком смысле гомосексуальной практики, как это делает Православная энциклопедия, а в том значении, которое зафиксировано в словарях: как  «отношения между мужчинами или женщинами, испытывающими сексуальное влечение, исключительное или преобладающее, к лицам одного с ними пола» (при этом не использует таких терминов как «перверсия» или «извращение»).
В литературе стран западного мира термин англ. homosexualism (нем. Homosexualismus и т. д.) используется редко, вместо него чаще употребляется термин англ. homosexuality (нем. Homosexualität и т. д.). В англоязычной христианской литературе термин homosexuality может употребляться как для обозначения гомосексуального поведения, так и для указания сексуальной ориентации человека. При этом современные англоязычные авторы указывают, что  в библейских текстах речь идёт не о сексуальной ориентации, но о гомосексуальном поведении. Гомосексуальность как «определение» рассматривается в качестве современного понятия.
Проректор Киевской духовной академии доцент В. В. Бурега в статье, созданной на основе доклада на Международной конференции «Христианство и современные концепции человека» в Кракове, отмечает, что поскольку суффикс -изм в славянских языках содержит негативную коннотацию, «стремление говорить о гомосексуальном влечении и поведении как о нормальном явлении» приводит к отказу от использования термина «гомосексуализм» и использовании вместо него слова «гомосексуальность», с этим же смысловым наполнением. По мнению Буреги, уже в самой терминологии, ставшей распространенной в странах Европы и в Америке, «содержится определенный вызов для христианской антропологии». Бурега подчёркивает, что в библейских текстах «речь идет исключительно о гомосексуальном поведении. Все попытки найти в Библии представление о гомосексуальной ориентации следует признать тщетными».

## Исторические аспекты

### Раннее христианство

#### Влияние иудаизма
Ранние христианские представления о сексуальности, начиная с апостольских времен, были сформированы на основе ортодоксальных иудейских предписаний и характеризовались антагонистическим отношением к гомосексуальному половому акту, рассматривая его совокупно с гетеросексуальными прелюбодеяниями, как грех.
Иудейская литература периода Второго Храма единодушно выступает против практики гомосексуальных отношений. Эти же взгляды выражают и книги еврейских авторов, например, Иосифа Флавия и Филона Александрийского.
Формирование христианского вероучения происходило в обстановке сильного влияния иудаизма, и в то время христианство воспринималось как одно из ответвлений (секта) в иудаизме. Нравственные и ритуальные нормы иудаизма регламентировались Законом Моисея. Христианство и иудаизм имеют общие первоисточники (Ветхий Завет, он же Танах), и между ними много общего в вопросах представлений о нравственности и о сексуальных нормах, включая отношение к гомосексуальному поведению. Преемственность моральных норм Ветхого Завета в христианстве связана с принятием нравственных заповедей Ветхого Завета в их христианском понимании (в контексте учения Иисуса Христа и апостолов). Эта преемственность прослеживается при сравнении трудов историков и богословов первых веков нашей эры и, в частности, трудов Отцов Церкви.

#### Новый Завет и апостольское христианство
Нравственные нормы христианства в области сексуальных отношений основаны на текстах Ветхого и Нового Заветов. Нагорная проповедь рассматривается как сконцентрированный взгляд на мораль, связывающий заповеди и учение Нового Завета с заповедями Ветхого Завета.
В Нагорной проповеди Иисус использовал классические ценности иудаизма, излагая при этом, с точки зрения христианских богословов, даже более строгие нравственные нормы, чем требования ветхозаветного иудаизма и иудаизма времен Иисуса.
Принимая моральные сексуальные нормы ветхозаветного иудаизма как более подробное изложение принципов сексуальной нравственности Десятисловия (заповедь «не прелюбодействуй»), христианство в то же время делает главный акцент на требованиях прежде всего внутренней нравственной чистоты (мысли и желания человека).

### Отцы Церкви
Помимо библейских текстов, в православии и католичестве в качестве существенного довода приводятся также высказывания Отцов Церкви, святых и (у католиков) Учителей Церкви, вера которых относится к области Священного Предания. В протестантизме эта раннехристианская литература рассматривается как историческое свидетельство о взглядах христиан того времени.
Согласно Православной энциклопедии, отцы церкви рассматривали гомосексуальные акты и сопряжённые с этим грехи (такие как деторастление) одними из самых постыдных и тяжёлых грехов. Иоанн Златоуст, комментируя слова апостола Павла в Послании к римлянам о половых извращениях язычников, писал: «...все страсти бесчестны, но особенно бесчестна безумная любовь к мужчинам, потому что душа страдает и унижается в этих грехах более, чем тело в болезнях. …У язычников не только учение было сатанинское, но и жизнь диавольская». По логике Златоуста, дьявол истребил взаимную склонность друг к другу мужского и женского пола, предназначенных стать «одной плотью» в браке. В результате каждый пол стал «враждовать как сам с собою, так и друг против друга... женщины стали наносить поругание не только мужчинам, но и женщинам, а мужчины восставали друг на друга и против женского пола… ...Они восстали и на самую природу». Развивая эту мысль в том же комментарии Послания римлянам, Златоуст утверждает, что мужеложники поступают хуже, чем блудницы, поскольку «смешение с блудницами хотя беззаконно, но естественно, а мужеложство и противозаконно, и противоестественно». Мужеложники, по мнению Златоуста, хуже убийц: «Убийца отторгает душу от тела, а этот губит и душу вместе с телом. Какой ни назови грех, ни один не будет равен этому беззаконию».
Многие Отцы, Учители Церкви и святые высказывались о гомосексуальных актах в крайне резкой осуждающей форме. Осуждали гомосексуальные акты Василий Великий, Григорий Нисский, блаженный Августин, Иоанн IV Постник и многие другие. Церковные каноны предписывают отлучать мужеложников от причастия также как прелюбодеев. Согласно правилам Василия Великого: «явившему неистовство на мужеском поле, время для покаяния да расположится сообразно времени беззаконновавшаго прелюбодеянием». Срок отлучения от причастия в этих правилах установлен 15 лет. Согласно Григорию Нисскому, мужеложство есть прелюбодеяние «противу естества» и за это следует отлучать от причастия на 18 лет. Правила Иоанна IV Постника допускают смягчение епитимии до 3 лет при условии покаяния согрешившего, но мужеложники не должны состоять в церковном клире.

### Эпоха Вселенских соборов
Исходя из категоричного осуждения гомосексуальных отношений церковью, в христианских государствах принимались законы, карающие эти отношения. В 342 году христианские императоры Констанций II и Констант объявили наказание смертью для мужчин, вступающих в однополые отношения. В 390 году христианские императоры Валентиниан II, Феодосий I Великий и Грациан осудили мужчин, «играющих роль женщин», приговаривая виновных в этом к публичному сожжению. Христианский император Юстиниан I обвинил совершающих гомосексуальные акты в том, что их поведение является причиной таких явлений как голод, землетрясения и мор от болезней. Указав на библейский рассказ об уничтожении городов Содома и Гоморры, он предписывает карать за гомосексуальные акты смертной казнью (законы 538 и 544 годов). Известно также, что по указу Юстиниана мужеложников кастрировали и водили по городу на всеобщее обозрение.
Исследователи усматривают связь между логикой законов Юстиниана и последующими законами, нередко предписывающими смертную казнь за гомосексуальные акты в христианских государствах. Дальнейшая многовековая история полна осуждений за гомосексуальные отношения как инквизицией, так и государственными «законами против содомии», хотя число приговорённых к наказаниям за гомосексуальные отношения было незначительным в сравнении с числом казнённых по обвинениям в ереси и колдовстве.

### Средние века
В период с VI по XIV век богословы часто считали содомию или самым тяжким сексуальным грехом, или одним из тягчайших грехов такого рода. В документах раннего средневековья понятие содомии чаще всего не уточнялось, но по мнению некоторых авторов, в XIV веке понятие содомия употреблялось главным образом для обозначения гомосексуальных актов. Так, Альберт Великий четко отделил содомию от мастурбации, прелюбодеяния (нарушения супружеской верности), внебрачных связей и развращенности, утверждал, что содомия бросала вызов «красоте, разуму и природе» и настаивал на том, что содомия — худший из грехов.
Учитель и святой Католической Церкви Фома Аквинский в «Сумме теологии» утверждал, что гомосексуальные акты противоречат естественному праву (тому моральному закону, который, согласно Фоме, дан Богом всем людям вне зависимости от их веры и религии). Представления Фомы Аквинского прочно вошли в современное официальное учение Католической Церкви. На протяжении веков традиционное нравственное богословие описывает особую порочность однополых сексуальных отношений, нередко упоминая гомосексуальные акты в одном ряду с кровосмешением и скотоложеством.
В средние века церковь учила, что грех содомии может навлечь кару Господню на страну или город, подобно тому, как за свои грехи были наказаны Содом и Гоморра. Кораблекрушение, в котором в 1120 году погиб Уильям, сын и наследник короля Генриха I, короля Англии, историк Генрих Хантингдонский рассматривал как последствие греха содомии, в котором были повинны почти все на борту.
Во время крестовых походов гомосексуализм как явление в Европе часто отождествляли с исламом, учитывая продажи мальчиков из европейских стран в гаремы мусульманских правителей. Также в гомосексуализме обвинялись еретики-катары, эти обвинения связывали с тем, что их bonhommes («совершенные») во время своих проповеднических миссий странствовали парами (будучи мужчинами).
В позднем средневековье борьба церкви с содомией приобрела более организованный характер, особенно в XII—XIII веках, после учреждения инквизиции и ужесточении законов против гомосексуальных отношений. К концу XIII века обвинения в гомосексуальных действиях стали обычными в расследованиях инквизиции. На Наблусском соборе (1120) в Иерусалимском королевстве были приняты законы против содомии, за которую приговаривали к сожжению или изгнанию из королевства. Падение королевства крестоносцев в 1291 году объясняли в том числе и распространением содомии в ордене тамплиеров. Обвинения в гомосексуализме были в числе основных при суде над тамплиерами во Франции в начале XIV века. Третий Латеранский собор 1179 года был первым католическим Вселенским церковным собором, установившим точное наказание за содомию. Монахи наказывались изгнанием из ордена или заключением в монастыре. Миряне подлежали изоляции и лишению общения с верующими.

### Новая и новейшая история
Уголовная ответственность за гомосексуальные акты отменена в преимущественно христианских странах во второй половине XX века. В США такие законы в ряде штатов были окончательно отменены лишь в 2003 году, когда Верховный суд США признал их неконституционными.

#### Изменения в обществе
Современные взгляды на гомосексуальное поведения в западном обществе существенно отличаются от тех, которые преобладали до второй половины XX века. Ранее о гомосексуальном поведении было принято говорить почти исключительно как об извращении, а в христианских церквях — как о грехе и искажении установленного Богом порядка. С юридической точки зрения гомосексуализм рассматривался как преступление (направленное против общественной морали), или как заболевание. Но в XX в. на Западе произошли радикальные изменения во взглядах, о гомосексуальных актах перестали говорить как об извращении. Всемирная организация здравоохранения исключила гомосексуальность из списка психических расстройств. В западных и ряде других стран мира происходит процесс принятия гомосексуальной ориентации как нормы в социальной, юридической и медицинской сферах. Психологи начали изучать природу гомосексуальности и многие из них приходят к заключению, что сексуальная ориентация взрослого человека не поддаётся целенаправленному изменению.

#### Взгляды на гомосексуальные влечения и поведение
Последние изменения во взглядах общества ставят христианские церкви перед необходимостью формулировать и утверждать своё отношение к гомосексуальному поведению и гомосексуальной ориентации в новых исторических условиях. В обсуждении темы гомосексуальности современные церкви стали использовать термины «гомосексуальное влечение», «наклонности», «тенденция» и «гомосексуальная ориентация», которые различаются от гомосексуального поведения и не обозначаются как грех.
Православная энциклопедия утверждает греховность «любого гомосексуального акта» и пишет о гомосексуальных влечениях: «Гомосексуальность вне зависимости от дискутируемых в науке источников ее происхождения — биологических, социальных, культурных или их сочетания — рассматривается в православном богословии как последствие греховной поврежденности человеческой природы».
Католическая церковь обозначает как грех «гомосексуальные действия» или же «гомосексуальные акты» и в то же время называет гомосексуальные наклонности «глубоко укоренёнными», их происхождение — «в большой степени необъяснимым» и призывает людей, имеющих эту наклонность, к целомудрию (воздержанию от сексуальной активности вне гетеросексуального брака). Некоторые представители православия считают гомосексуальное влечение врождённым. Так, протоиерей Всеволод Чаплин заявил: «Есть люди, у которых есть стойкое влечение к лицам собственного пола, и у некоторых из них это происходит не столько по их вине, сколько из-за того, что действительно у них есть определённое врождённое искажение душевного и физического состояния».
В 1979 году пятидесятники Ассамблеи Бога отрицали идею тех защитников гомосексуалов, которые утверждали, что гомосексуальность предопределена генетически и у людей нет выбора. Полемизируя, пятидесятники утверждали возможность лечения гомосексуальности и изменения образа жизни с помощью Бога. В 2014 году Ассамблеи Бога в позиционном заявлении отметили, что термин homosexuality (переводимый на русский язык как «гомосексуальность» или «гомосексуализм») используется для описания как сексуальной ориентации, так и поведения. Понимая под гомосексуальной ориентацией влечение к людям того же пола, эта церковь утверждает: «Гомосексуальная ориентация может создавать искушения похотливого мышления и поведения, подобно гетеросексуальным искушениям, которые необязательно реализуются, и которым можно сопротивляться и преодолевать силой Святого Духа. Только гомосексуальная похоть (страстное желание, вожделение) и гомосексуальное поведение понимаются в этом исследовании как греховные».
Президент Церкви Иисуса Христа Святых последних дней Гордон Хинкли, отвечая на вопрос о гомосексуальности, заявил: «мы любим» тех, «кто называет себя геями и лесбиянками». «У них могут быть определенные наклонности, которые сильны и которые трудно контролировать. ...  Если они не будут действовать в соответствии с этими наклонностями, то они могут двигаться вперед, как и все другие члены Церкви».
Пересмотр традиционных взглядов на гомосексуальное поведение имел место в некоторых протестантских конфессиях в последние десятилетия. Основываясь на идее о том, что сексуальная ориентация является данностью, которую человек не может изменить, и исходя из понятия, что каждый имеет право на сексуальную жизнь в соответствии со своей сексуальной ориентацией, не только светское общество, но и ряд протестантских церквей стали считать нормальными гомосексуальные отношения. Многие христианские общины на Западе, приняв данную аргументацию, начали совершать благословение однополых союзов. Русская православная церковь в этой связи заявила о том, что она «решительно противостоит попыткам представить греховную тенденцию как „норму“» и «осуждает всякую пропаганду гомосексуализма».

#### Богодухновенность и методы прочтения Библии
Церковная традиция рассматривает библейские книги как богодухновенные, но богословское осмысление этого сопряжено с рядом вопросов, таких как понимание характера взаимодействия  Бога и человека в создании библейского текста, безошибочность или границы безошибочности текста и ряд других. Согласно Православной энциклопедии, теории богодухновенности можно разделить на два типа. Первый тип основан на категоричном требовании соблюдения безусловного божественного авторитета Библии, второй допускает более широкие и свободные подходы. В первом случае минимизируется человеческое участие, вдохновение свыше уподобляется диктовке и богодухновенность распространяется не только на смысл, но и на букву библейского текста. Подобное представление имело место в святоотеческой традиции, хотя этим не исчерпывалось. Протестантские реформаторы продолжали такой подход. Для них он служил гарантией безошибочности Библии. Католичество в то время учило аналогично. Переосмысление понятия богодухновенности началось с XVII века. Критические исследования способствовали созданию теорий, направленных на его примирение с новыми научными данными.
По мнению авторов Православной энциклопедии, сейчас невозможно остаться в рамках первого типа теорий из-за общепризнанных достижений библейских дисциплин, а второй тип оставляет неизвестность, по каким критериям следует выделять богодухновенный текст. Католичество утвердило, что Библия безошибочна в вопросах спасения, а Бог является её автором вместе с людьми. В протестантизме богословские перемены привели к возникновению фундаментализма, который продолжил настаивать на непогрешимости библейской буквы, пересматривая основные положения фундаментальных наук. Православие осталось в стороне от поисков западного богословия, хотя богословы Парижской школы предложили принцип синергии Божественного и человеческого начал и отвергли «механически-буквальное понимание Богодухновенности священных книг — достояние иудейского и консервативного протестантского богословия».
Православная позиция по вопросам сексуальной этики во многом совпала с позицией католичества и консервативного протестантизма,  отличаясь в системе аргументации. По утверждению Православной энциклопедии, православие не рассматривает как панацею консервативные трактовки библейских текстов, поскольку считает, что вне контекста Предания возможны различные «прочтения» или «герменевтические установки». Позиция православной церкви «укоренена в ее благодатном, та́инственном опыте церковной жизни, как в опыте Царства Божия, жизни во Христе, как в опыте борьбы с греховными страстями, преображения в новое творение, совершаемого действием Св. Духа».
Различия в позициях современных церквей имеют отношение к расхождениям в подходах к прочтению Библии. Касается это в числе прочего вопроса гомосексуального поведения. Американские академические исследователи отмечают, что существуют церкви, которые в большей степени подвержены вербалистскому (буквальному) подходу, и те, которые используют историко-критический метод. При вербалистском подходе отрывок библейского текста понимается именно так, как он звучит: без вопросов об историческом контексте, в котором он был написан, о языке оригинала и аудитории, к которой был обращён. Историко-критический подход использует для толкования методы, которые принимают во внимание историческое развитие каждой книги Библии, задаётся вопросами об устной традиции, авторстве, аудитории, истории, языках, литературном жанре, переводе и передаче текстов. По мнению академических исследователей, вербалистский подход доступен широким массам, в то время как историко-критический метод требует специальной квалификации и гораздо менее доступен.

## Консервативное христианское богословие
В традиционном христианском богословии гомосексуальное поведение рассматривается как искажение Божьего намерения. Православная и католическая церкви утверждают греховность гомосексуальных актов. Консервативные богословы разных церквей осуждают однополые сексуальные отношения, используя термины «гомосексуализм» и «мужеложники» (когда авторы не русскоязычные, то такие термины содержатся в переводах на русский язык).
Библейские тексты, используемые для формирования данной богословской позиции, а также комментарии с позиций консервативных богословов перечислены ниже.

### Сотворение человека

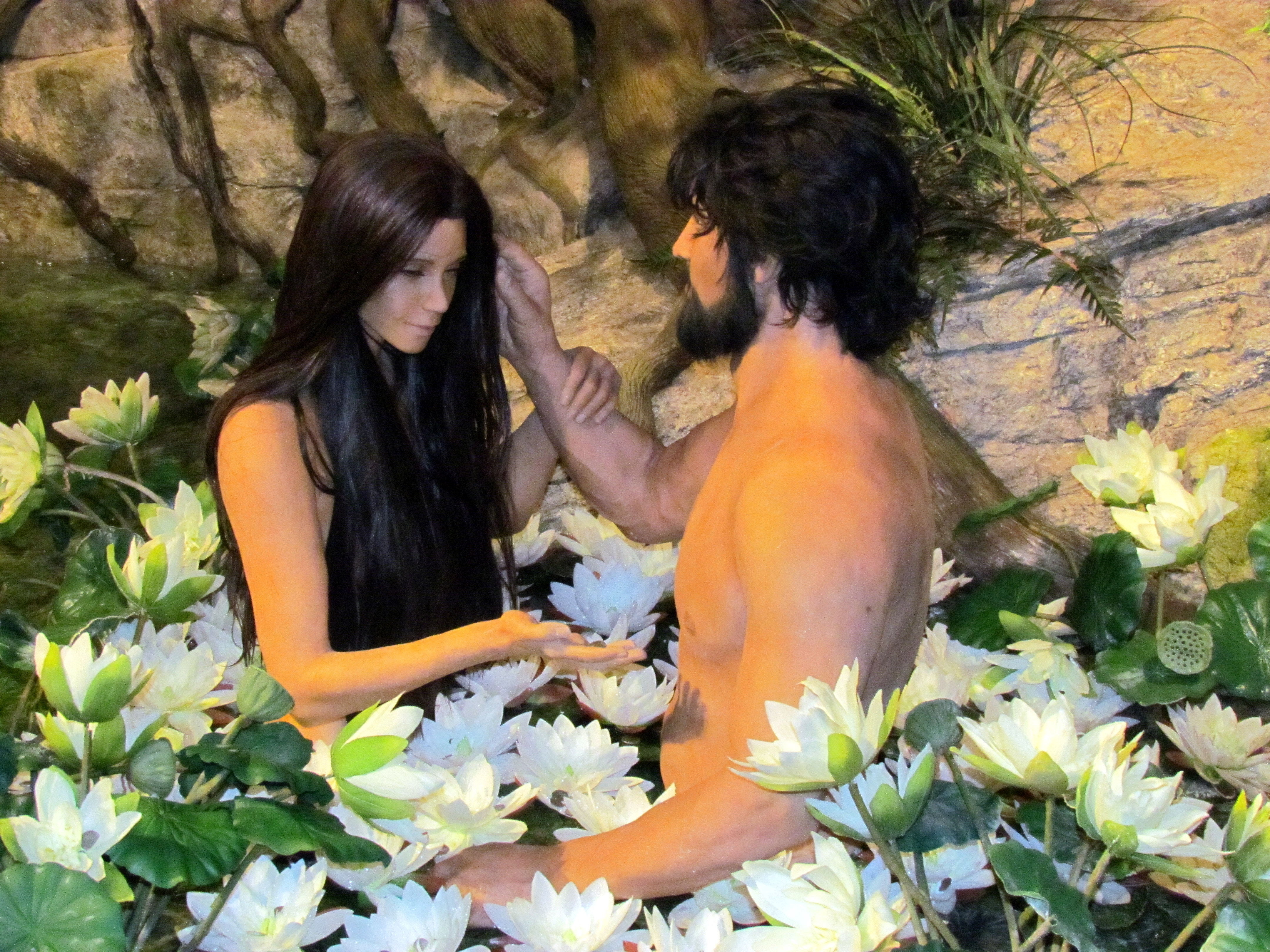
Адам и Ева, Музей Творения, Кентукки, США

Одним из важных аргументов консервативных богословов против однополых сексуальных связей является текст о сотворении человека как мужчины и женщины. Согласно традиционной трактовке, мужчина и женщина сексуально дополняют друг друга для возможности продолжения рода. Консервативные богословы утверждают, что однополые сексуальные связи не могут быть правильными, поскольку Бог создал пару людей разных полов, а не одного пола («Адама и Еву, а не Адама и Стива»). Аргумент о том, что гомосексуальные акты не приводят к продолжению рода, является одним из главных аргументов католической традиции против гомосексуальных отношений.
Повествование о сотворении человека содержится в тексте книги Бытие 1:26-28 и в Синодальном переводе звучит следующим образом:
И сотворил Бог человека по образу Своему, по образу Божию сотворил его; мужчину и женщину сотворил их. И благословил их Бог, и сказал им Бог: плодитесь и размножайтесь, и наполняйте землю.
Профессор Ветхого Завета Ричард М. Дэвидсон отмечает, что этот текст описывает союз мужчины и женщины как божественную конструкцию, как идеал человеческой сексуальности, представленный физическими отношениями состоящих в браке мужчины и женщины (недоступная ссылка). Таким образом, «гетеросексуальность сразу объявляется порядком Творения», о чём говорит и текст Бытие 2:24:
«Потому оставит человек отца своего и мать свою и прилепится к жене своей; и будут [два] одна плоть».
Некоторые авторы, такие как Роберт Гэгнон, предполагают, что полнота образа Божия, указанная в первой главе книги Бытия, осуществляется в брачном союзе мужчины и женщины. Текст второй главы рассматривается консервативными богословами как аргумент в пользу взаимодополняемости мужчины и женщины в браке. Гэгнон утверждает, что «сексуальный союз мужчины и женщины, двух взаимодополняющих существ, в браке, в результате делает возможным единое, составное человеческое существо»:56-58. Однако, среди исследователей Библии существуют разнообразные мнения о том, как следует понимать образ Божий. Исследователи отмечают, в частности, что полноценное проявление образа Божия не зависит от того, связан ли человек с противоположным полом; что образ Божий проявляется в межличностной коммуникации мужчин и женщин; что образ Божий раскрывается в единстве мужчин и женщин в человечестве в целом. Другие авторы сосредотачиваются на репродуктивной составляющей отношений мужского и женского пола.
Катехизис католической церкви выделяет коммуникативную составляющую взаимодополняемости полов, утверждая, что Бог сотворил мужчину и женщину «ради общения личностей, в котором каждый может быть "помощником" другому, потому что они одновременно равны как личности ("кость от костей моих...") и взаимодополнительны как мужское и женское». В браке коммуникативная составляющая дополняется репродуктивной: «В браке Бог соединяет их таким образом, что, будучи "одной плотью" (Быт 2,24), они могут передать человеческую жизнь: "...плодитесь и размножайтесь, и наполняйте землю" (Быт 1,28). Передавая своим потомкам человеческую жизнь, мужчина и женщина как супруги и родители уникальным образом участвуют в деле Творца».
Авторы Позиционного заявления богословской семинарии адвентистов седьмого дня при университете Andrews University обращают внимание на то, что Иисус неоднократно цитирует из книги Бытие, 1:26 (в Мк.10:6-8 и в Мф.19:5), делая акцент на словах «Бог создал» и «с момента сотворения» в качестве подтверждения взаимоотношений между мужчиной и женщиной как идеала брачного союза во времена Нового Завета, а гетеросексуальности — как нормы и Божьего установления. В Позиционном заявлении приводятся цитаты:  «Эта исключительно гетеросексуальная форма брачного сексуального союза с участием мужчины и женщины образует божественную парадигму, порядок Творения для человечества с самого начала. Эта парадигма означает, что брак не может представлять сексуальный союз между мужчиной и другим мужчиной или женщиной и другой женщиной. Этот стандарт брака между мужчиной и женщиной остается нормой во всем Писании. Любое отклонение от этой гетеросексуальной нормы изображается библейскими авторами как искажение нормы Творения» (Рим. 1:24-27)
«Библия начинается и завершается брачным союзом. Книга Бытие представляет брак как первое Божье учреждение … в то время как заключительные главы книги Откровение описывают брачный союз в качестве метафоры, чтобы изобразить отношения между Христом и Его народом. Важно отметить, что брак находится в уникальном положении в конце недели сотворения, чтобы подчеркнуть Божий идеал для человеческой расы».

### Содом и Гоморра

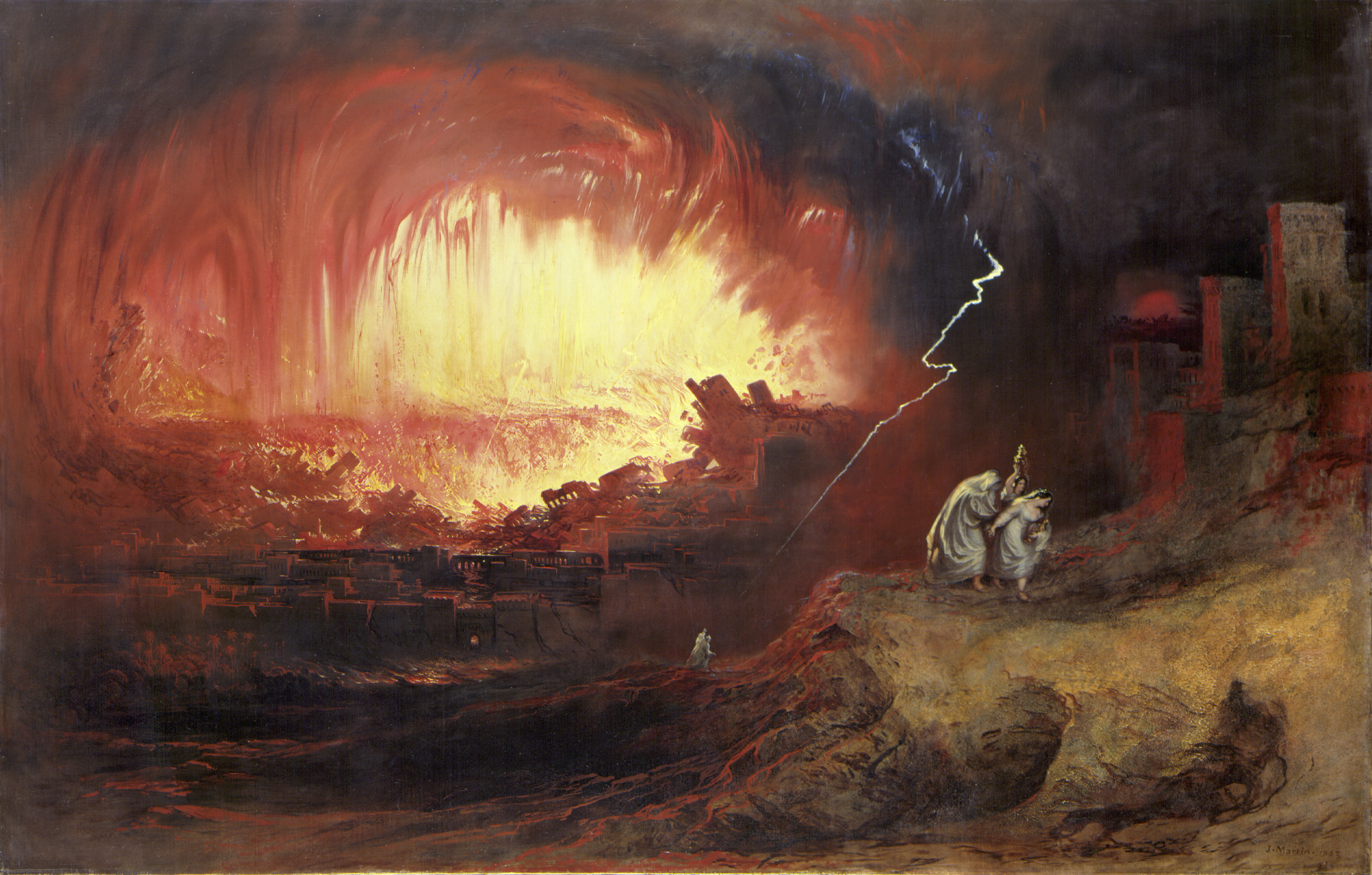
Уничтожение Содома и Гоморры, Джон Мартин, 1852

Названия городов Содом и Гоморра стали нарицательными именами для обозначения крайней степени беззакония и богоотступничества. Библия описывает содомлян как «жители же Содомские были злы и весьма грешны пред Господом» (Быт. 13:13). Падение и гибель городов традиционно рассматривается как следствие их грехов. Этот библейский эпизод упоминается также в Новом Завете в посланиях Иуд. 1:7,8 и 2Пет. 2:6-12 в контексте осуждения за дерзостное греховное поведение.
По утверждению авторов Основ социальной концепции РПЦ, Бог наказал жителей Содома «именно за грех мужеложества».  Православная энциклопедия уточняет, что церковная традиция понимает под этим грехом в данном случае попытку гомосексуального насилия над гостями. Православный церковный историк В. В. Бурега отмечает, что в современной библеистике происходит изменение взглядов, и «даже те библеисты, которые настаивают на традиционно жестком отношении к гомосексуализму, соглашаются, что указанный отрывок из Книги Бытия все же не содержит ясного осуждения гомосексуализма» (понимаемого православными авторами в общем смысле любого гомосексуального поведения).
Православная энциклопедия критично упоминает трактовку некоторых либеральных авторов, которые интерпретируют историю Содома не как осуждение гомосексуальных действий, а как наказание за нарушение только традиций восточного гостеприимства. Объясняя сексуальный контекст библейского текста, преподаватель Ветхого Завета Гордон Венам (en:Gordon Wenham) пишет: «комментаторы Библии понимают, что требование со стороны жителей Содома „познать“ посетителей их города является требованием гомосексуального сношения». Мейнстрим понимания комментаторов состоит в том, что древнееврейский глагол yada (познал), используемый для описания действий сексуального характера, явно указывает на сексуальные намерения жителей города. По мнению Гордона Венама, речь идёт не о гомосексуальности как таковой, а о нападении на гостей с отчётливыми гомосексуальными намерениями.
Говоря о грехе гомосексуальных сношений, комментаторы Библии указывают и на прочие грехи. Особенную тяжесть преступлениям содомлян добавляет направленность их действий на гостей. На это обращает внимание, в частности, теолог и библеист Роберт Гэгнон, который делает акцент на том, что тяжесть греха Содома и Гоморры заключалась в попытке сексуальных надругательствах над гостями:73-74. По мнению священника Льва Шихлярова, поведение содомлян свидетельствует не только о половой, но главным образом о духовной извращенности, ненависти и жестокости. В Толковой Библии Лопухина указывается, что «вся тяжесть преступного поведения содомлян состояла в ненормальности и извращенности их полового чувства, порождавшей противоестественные пороки деторастления и мужеложства, получившие после техническое наименование „содомского греха“». Там же сказано, что дела Содома и Гоморры, дошедшие до Бога и повлекшие возмездие, указывают на «грех притеснения слабых сильными, соединённый с кровопролитием и убийством», чем «страдали и жители Содома, которые отличались крайней нравственной распущенностью и высокомерно-презрительным отношением к низшим и слабейшим (Иез. 16:47-56)».
В комментариях этих стихов христианские богословы обращают внимание не только на сексуальный характер греховного поведения («блудодействующие», «неистово развратные»), но и на исключительную дерзость и наглость тех, чьи грехи сравнивают с грехами Содома и Гоморры, — примером греха человеческого и суда Божия, а также символом последствий нарушения основополагающего принципа святости. Уильям Баркли указывает, что апостол Иуда напоминает судьбу Содома любителям пороков — тем «мечтателям, которые оскверняют плоть», в том числе оскверняющим себя половыми извращениями, но оправдывающими себя благодатью Божией, тем самым извращая смысл Божьей благодати.
В культуре Содом и Гоморра стали символом порочности, безнравственности и божественного возмездия, а сам Содом ассоциируется с содомией.

### Заповеди книги Левит
Основными текстами Ветхого Завета, запрещающими гомосексуальные отношения, являются заповеди закона Моисея, изложенные в книге Левит 18:22 и 20:13. В Синодальном переводе Библии на русский язык эти тексты звучат следующим образом: «Не ложись с мужчиною, как с женщиною: это мерзость» (Лев. 18:22) и «Если кто ляжет с мужчиною, как с женщиною, то оба они сделали мерзость: да будут преданы смерти, кровь их на них» (Лев. 20:13).
Консервативные христианские богословы рассматривают данные отрывки Библии как категорический запрет гомосексуальных отношений:143-144, указывая на то, что согласно библейскому тексту это нечто совершенно противное Богу. В недавнем времени возникли вопросы о применимости этого запрета к современным представлениям о людях гомосексуальной ориентации. Раздел книги Левит, в котором находится указанный текст, относится к Кодексу святости (так называют 18-25 главы книги Левит). Кодекс святости направлен на то, чтоб отделить израильтян от хананеев. Заповеди Кодекса святости сосредоточены на отделении обычаев израильтян от различных обычаев хананеев. В связи с этим возникает вопрос, какие из этих запретов по-прежнему актуальны. В частности, вместе с запретами сексуального характера Кодекс святости также содержит запреты скрещивать животных, сеять семена двух видов на одном поле, носить одежду из разных тканей, повреждать край бороды и тому подобное. Некоторые богословы считают, что книга Левит не содержит чёткого осуждения гомосексуальных отношений по взаимному согласию.
По мнению консервативных богословов, евангельская свобода от ветхозаветного закона затрагивает не моральные аспекты, включающие запрет гомосексуальных отношений, а лишь церемониально-диетические, обусловленные временем и культурой. Пресвитерианский богослов Джейм Адамс отмечает, что этот вывод, в числе прочего, следует из четырёх запретов для христиан-неевреев, сформулированных Апостолами в книге Деяния, 15:29а, согласно которым следует «воздерживаться от идоложертвенного и крови, и удавленины, и блуда», где блуд (porneia) означает любые незаконные сексуальные практики. В Позиционном заявлении богословской семинарии адвентистов седьмого дня отмечается, что в Новом Завете запреты включают в себя тот же список и в той же последовательности, в каком они сформулированы в книге Левит: запрет принесенного в жертву идолам (Лев. 17:7-9), запрет есть кровь (Лев. 17:10-12), запрет употреблять в пищу животных, чья кровь не слита (Лев. 17:13-16), а также запрет на такие сексуальные практики как инцест, прелюбодеяние, гомосексуальные практики и скотоложество.
Профессор Ричард М. Дэвидсон, говоря о применении запрета, пишет, что слово zākār (זָכָר‬) подразумевает представителя мужского пола любого возраста, не ограничиваясь только лишь взрослым мужчиной, что делает запрет абсолютным для любых однополых сексуальных контактов независимо от возраста, согласия или социального статуса участников.
Ряд авторов обращает внимание на то, что Библия применяет очень сильный термин для оценки гомосексуализма — «мерзость». Так, американский социолог и криминолог Дэвид Гринберг, комментируя отношение Библии, отмечает: «Когда слово toevah („мерзость“) появляется в еврейской Библии, оно может относиться к идолопоклонству, культовой проституции, магии или гаданиям; иногда оно используется в более широком контексте. Но оно всегда обозначает нечто ужасно отвратительное». Этим же словом Библия описывает принесение в жертву идолам детей.
Некоторые богословские источники (не только либеральных авторов, но и консервативных) рассматривают запрет книги Левит, связывая исторический контекст заповеди с языческими ритуалами, во время которых практиковались гомосексуальные отношения. Так, консервативный христианский богослов Роберт Гэгнон утверждает, что в древнем Израиле существовала однополая культовая проституция, на что указывают библейские тексты, где используется слово quedesim. Гэгнон, в частности, пишет: «Я не сомневаюсь, что круг людей, в котором создавалась заповедь Левита 18:22, рассматривал гомосексуальную культовую проституцию, по крайней мере, частично. Гомосексуальная культовая проституция, как представляется, была первоначальной формой, в которой гомосексуальные половые связи осуществлялись в Израиле». Гэгнон при этом не ограничивает запрет ритуальной проституцией, традиционно распространяя это на любые гомосексуальные акты.
Гэгнон обращает внимание на всеобъемлющий, то есть общевременной и общекультурный характер законодательства, регулирующего сексуальные отношения. Вместе с гомосексуальными актами текст 18 главы книги Левит, указывая наказание в виде смерти, группирует ряд незаконных сексуальных практик, запрет которых выходит за пределы культуры только лишь древнего Израиля: кровосмешение, зоофилию и прелюбодеяние, и которые до сих пор остаются запретными в абсолютном большинстве культур. Гэгнон ссылается на преемственность заповедей книги Левит, регулирующих сексуальное поведение, в новозаветный период. При этом он подчеркивает, что апостол Павел не считал, что требования Бога о чистоте сексуальных отношений, изложенные в законе Моисея, утратили силу для христиан.
Новый Библейский словарь, авторы которого не сомневаются в «однозначном осуждении гомосексуализма», так же, как и Гэгнон, пишут: «Исторически гомосексуальная практика была связана с языческим культом проституции (3 Цар. 14:24; 15:12; 22:46). Строгие запреты левитских законов (Лев. 18:22; 20:13) прежде всего были направлены против идолопоклонства; слово «мерзость» (to’eba), которое, например, встречается в обоих указанных примерах, — это религиозный термин, часто использовавшийся для осуждения гнусных, с их точки зрения, языческих обрядов. В строгом соответствии с контекстом, приведенные ветхозаветные осуждения относятся тогда к гомосексуальной практике в рамках языческих обрядов и не должны толковаться слишком широко».

### Гива Вениаминова
В повествовании Книги Судей главы 19 описывается история, которая похожа на историю Содома и Гоморры намерением жителей города совершить гомосексуальное насилие над гостем:
Тогда как они развеселили сердца свои, вот, жители города, люди развратные, окружили дом, стучались в двери и говорили старику, хозяину дома: выведи человека, вошедшего в дом твой, мы познаем его (Суд. 19:22).
В конечном счёте жители Гивы совершили гетеросексуальное изнасилование наложницы гостившего в их городе левита. Консервативные богословы использовали этот текст для осуждения гомосексуальных актов аналогично тексту о Содоме и Гоморре. При этом комментаторы обращают внимание на то, что разрушенная религиозная жизнь имеет катастрофические последствия, в частности, приводит к безнравственности и угрожает существованию общества и государства. В современных интерпретациях этот текст, как и текст о Содоме с Гоморрой, рассматривается как осуждение сексуального насилия и отказа от гостеприимства.

### Текст послания Римлянам
Текст Послания Апостола Павла Римлянам 1:24-27 в консервативном богословии считается «наиболее важной библейской ссылкой при обсуждении гомосексуальных отношений»:5 и в Синодальном переводе звучит следующим образом:
«подобно и мужчины, оставив естественное употребление женского пола, разжигались похотью друг на друга, мужчины на мужчинах делая срам и получая в самих себе должное возмездие за своё заблуждение».
Традиционное богословие рассматривает этот отрывок в контексте всей первой главы Послания Римлянам: грехи, в которые впадали язычники, изображаются как последствия отказа от почитания Бога и обращения к языческому идолопоклонству. В комментариях Новой Женевской Библии говорится, что «вследствие извращения инстинкта богопочитания извращаются и прочие инстинкты, изменяя своему истинному назначению» и человек предаётся «на волю противоестественных пороков». Исследователи отмечают, что таким образом в изложении апостола Павла гомосексуальные отношения предстают как последствие язычества. Кроме того, по мнению многих исследователей, представления апостола Павла об однополых отношениях включали в себя ту реальность, которую он наблюдал: мужскую проституцию, использование для гомосексуальных актов рабов и древнегреческую педерастию.
Консервативные богословы подчеркивают, что в этих стихах Апостол Павел говорит о противоестественности любых гомосексуальных актов, как мужских, так и женских. Текст Послания к Римлянам, 1:26 традиционно трактуется как осуждение женского гомосексуального поведения. Данный отрывок считается единственным его упоминанием в Библии:6.

### Текст послания Коринфянам
Одним из текстов Библии, рассматриваемых в качестве категорического запрета гомосексуальных отношений, является отрывок из 1 Послания Апостола Павла Коринфянам, 6:9-10:
Или не знаете, что неправедные Царства Божия не наследуют? Не обманывайтесь: ни блудники, ни идолослужители, ни прелюбодеи, ни малакии, ни мужеложники, ни воры, ни лихоимцы, ни пьяницы, ни злоречивые, ни хищники — Царства Божия не наследуют.
Консервативные авторы подчёркивают, что люди, практикующие перечисленные в этом тексте грехи, не войдут в Царство Божье. По мнению Уильяма Макдональда, люди, совершающие эти грехи, не являются христианами, и в этом числе находятся «те, которые сами практикуют гомосексуализм, используя других» . Уильям Баркли, писавший в 1950-х годах, отмечал, что мужеложество является «самым противоестественным грехом». Согласно Новому библейскому словарю, апостол Павел стремился осудить гомосексуальное поведение, но не самих людей, которые его практикуют.
В библейском тексте используются слова на древнегреческом языке  μαλακοί и ἀρσενοκοῖται. Западные консервативные протестантские авторы разделяют трактовку, согласно которой эти слова, стоящие вместе, описывают мужскую гомосексуальную пару, осуждая обоих пассивного и активного партнёров. Вместе с тем, среди исследователей существует множество споров о том, как следует переводить эти термины. К примеру, современный англоязычный перевод New Revised Standard Version использует слова «male prostitutes» («проститутки мужского пола») и «sodomites» (содомиты). Такой перевод подвергается критике из-за того, что предполагает смешение повествования о Содоме со списком грехов апостола Павла, в тексте которого не содержится упоминания Содома. New American Standard Bible использует термины «effeminate» («женоподобные») и «homosexuals» («гомосексуалы»). Использования термина «гомосексуал» в переводах Библии исследователи критикуют, ссылаясь на анахронизм, поскольку для передачи смысла термина, употреблённого апостолом Павлом, использован современный термин, смысла которого не было известно в его время. В то же время New International Version переводит указанные слова как «male prostitutes» («мужчина в роли проститутки») и «homosexual offenders» («гомосексуальные преступники» или «гомосексуальные оскорбители»).     

#### Словоμαλακοί
Буквальное значение термина μαλακοί — «мягкие», «нежные», «роскошные», «изящные», «элегантные», «утончённые». Синодальный перевод на русский язык использует слово «малакии», оставляя без уточнения его смысла. В традиции Русской православной церкви это слово чаще всего трактуется в значении мастурбирующего человека («рукоблудника»). Такая трактовка пришла из традиции греческого православия. Эта традиция трактовки «малакий» отражена в переводе епископа Кассиана, который использует слово «рукоблудники». Вместе с тем, в православии встречается трактовка, широко принятая в традиции западного христианства, которая связывает термин μαλακοί с термином ἀρσενοκοῖται как описание пары пассивного и активного партнёра в гомосексуальном акте. Так, Феофилакт Болгарский комментирует: «Малакиями называет тех, над которыми совершают постыдное, а потом перечисляет и совершающих постыдное». Православный библеист Андрей Десницкий выразил эту трактовку в своём переводе, описав оба термина одним словом «гомосексуалисты» с внесением уточнения в скобках: «ни гомосексуалисты (ложись они снизу или сверху)».
Русскоязычный перевод Библии РБО (в редакциях 2011 и 2015 годов) пропускает в списке грешников одно слово, предлагая только одно значение — «гомосексуалисты». В словаре устаревших и малоупотребительных слов, содержащемся в изданиях канонической Библии Российского Библейского общества, указано: «малакий (греч.) — букв, „слабый, изнеженный“. Пассивный гомосексуалист». Большинство протестантских переводов на современный русский язык следуют версии, что оба термина описывают гомосексуальные действия. В русскоязычном переводе «Слово Жизни» 9-й стих включает слова «развратники, гомосексуалисты и извращенцы». Однако, текст Института перевода Библии при Заокской духовной академии под редакцией М. П. и М. М. Кулаковых в отношении значения «малакий» использует слово «сластолюбцы». В издании «Радостная весть», которое является переводом Нового Завета с древнегреческого В. Н. Кузнецовой употреблено слово «сладострастники».

#### Словоἀρσενοκοῖται
По мнению исследователей, слово ἀρσενοκοῖται, переведённое в синодальном переводе как «мужеложники», происходит из текста книги Левит, 18:22 («не ложись с мужчиной, как с женщиной»), где вместе употребляются слова мужчина (זָכָר‬) и лежать (מִשְׁכָּב‬), а апостол Павел сконструировал термин из слов в греческом языке (текста Септуагинты) — мужчина (ἄρσην) и лежать (κοίτη). Термин  ἀρσενοκοῖται никогда не употреблялся в светской греческой литературе современниками Павла и был использован апостолом только в иудео-христианском религиозном контексте.
Комментируя этот отрывок,  авторы позиционного документа Теологической семинарии адвентистов седьмого дня отмечают, что «несомненная интертексуальная связь между использованием Павлом термина ἀρσενοκοῖται (1 Кор. 6:9 и 1 Тим. 1:10) и главами книги Левит (18 и 20) указывает, что Павел в первую очередь отсылает к контексту книги Левит Ветхого Завета, запрещающему любые однополые сексуальные отношения».

### В иных местах Нового Завета
Обсуждение отрывка из 1 Послания Апостола Павла Тимофею, 1:10 аналогично обсуждению 1 Коринфянам, 6:9. В обоих случаях употребляется древнегреческое слово άρσενοκοίται. Мужеложство осуждается в Первом послании Апостола Петра, 4:3. Осуждение жителей Содома в Послании Апостола Иуды, 1:7 традиционно трактуется как осуждение мужеложства[уточнить].

## Консервативный взгляд на целомудрие, брак и гомосексуальные отношения
В консервативном христианском богословии существует единство взглядов в отношении таких основных понятий как недопустимость беспорядочной сексуальной жизни или супружеской неверности. Однако присутствуют разногласия в отношении различных частных нюансов, касающихся сексуальных практик и контроля рождаемости. Все эти нюансы в той или иной мере связаны с представлениями о следовании воле Бога, целомудрии и интерпретациями заповеди «не прелюбодействуй». Подобный подход находит своё отражение и в позиции по поводу однополой любви.

### Традиционные семейные ценности
Традиционный христианский взгляд на брак и семью основан на понимании человека как созданного мужчиной и женщиной, которые в браке дополняют друг друга. Православная церковь учит, что различия между полами является особым даром Творца. В Основах социальной концепции Русской Православной Церкви говорится:

«Различие между полами есть особый дар Творца созданным Им людям. „И сотворил Бог человека по образу Своему, по образу Божию сотворил его; мужчину и женщину сотворил их“ (Быт. 1. 27). Будучи в равной степени носителями образа Божия и человеческого достоинства, мужчина и женщина созданы для целостного единения друг с другом в любви: „Потому оставит человек отца своего и мать свою, и прилепится к жене своей; и будут два одна плоть“ (Быт. 2. 24). Воплощая изначальную волю Господа о творении, благословенный Им супружеский союз становится средством продолжения и умножения человеческого рода: „И благословил их Бог, и сказал им Бог: плодитесь и размножайтесь, и наполняйте землю, и обладайте ею“ (Быт. 1. 28). Особенности полов не сводятся к различиям телесного устроения. Мужчина и женщина являют собой два различных образа существования в едином человечестве. Они нуждаются в общении и взаимном восполнении. Однако в падшем мире отношения полов могут извращаться, переставая быть выражением богоданной любви и вырождаясь в проявление греховного пристрастия падшего человека к своему „я“».
Согласно каноническому праву католической церкви, основными целями брака считаются: рождение и воспитание детей, взаимная помощь и средство к укрощению плотского вожделения («во избежание блуда»: 1Кор. 7:2—6). Рождение и воспитание детей занимает особо важное место в понимании традиционного христианского брака православной и католической церквей, а намеренный отказ от рождения детей из эгоистических побуждений рассматривается грехом.
Конституция II Ватиканского Собора Католической Церкви «Gaudium et spes» утверждает: «По своему естественному характеру сам брачный институт и супружеская любовь предназначены для рождения и воспитания потомства, которым они и увенчиваются». Зачатие и рождение детей понимается как естественное (природное) назначение сексуальных отношений. Этому учили многие известные Отцы Церкви и святые в истории христианства.
Невагинальные половые акты, такие как мастурбация, анальный и оральный секс, при которых физически не может происходить зачатие, традиционно рассматриваются «противоестественными» и «извращёнными»[уточнить]. К этому же ряду сексуальных практик в христианской традиции относятся и гомосексуальные акты. Заявляя о том, что гомосексуальные акты являются грехом, Катехизис католической церкви ссылается, в частности, на отсутствие возможности зачатия в однополых сексуальных актах, а также взаимодополняемости полов.
В последнее время в России в церковных кругах всё больше обсуждается необходимость защиты «традиционных семейных ценностей» в обществе. Эти ценности связывают с такими качествами и установками как «чистота и нравственная красота отношений между мужчиной и женщиной» и «многодетность — чадолюбие, любовь к детям, желание иметь много детей, потребность заботиться, воспитывать и развивать их», которые рассматриваются в качестве средства преодоления демографического кризиса. По мнению защитников «традиционных семейных ценностей», понятие семьи исключает такие явления как однополые отношения, внебрачное сожительство и отказ от деторождения. Критика однополых отношений занимает особое место в системе «традиционной семьи», однополые союзы рассматриваются в качестве «антисемейной идеи» и «социальной патологии». В западных странах верующие сторонники «традиционных семейных ценностей» тоже активно выступают против однополых браков.

### Нарушения целомудрия
Поскольку в церковной исторической традиции в качестве законных сексуальных отношений рассматривается лишь вагинальный секс в браке, а брак понимается как союз мужчины и женщины, гомосексуальные акты связываются с нарушением сексуальной чистоты. Гомосексуальные отношения в церковной традиции считаются грехом как между мужчинами, так и между женщинами, несмотря на то, что прямой запрет однополых отношений в заповеди книги Левит, как она понимается в традиционном богословии, относится к мужчинам (откуда и происходит термин «мужеложество»).
В христианской традиции сексуальная чистота рассматривается в контексте истолкования одной из десяти заповедей Моисея «не прелюбодействуй». Различные нарушения этой заповеди считаются отступлением от добродетели целомудрия. Так, например, в компендиуме Катехизиса Католической церкви говорится:

«Грехи, глубоко противоречащие целомудрию, каждый в соответствии с природой своего объекта таковы: супружеская измена, мастурбация, блуд, порнография, проституция, изнасилование, гомосексуальные действия».
В синодальном переводе Библии 1 Послания Тимофею 1:8-10 в перечне грехов, нарушающих десять заповедей, мужеложство поставлено в одном ряду с блудом.
Терминологически прелюбодеяние, блуд и совершение гомосексуальных актов различаются друг от друга. Так, катехизис католической церкви указывает, что под прелюбодеянием понимается супружеская неверность, а под блудом — внебрачная сексуальная связь между мужчиной и женщиной.

### Понятие естественного закона
Согласно традиционному пониманию греха и добродетели в христианском богословии, эти понятия доступны человеку не только благодаря сверхъестественному откровению Бога, данному в Писании и Предании, но и благодаря естественному нравственному закону, понимание которого доступно человеку посредством разума. Поэтому основы нравственного закона известны и тем, кто не знаком со сверхъестественным откровением. Подобное понимание отражено в трудах Отцов Церкви (Иустин Философ, Ириней Лионский, Климент Александрийский, Ориген, Афанасий Великий, Григорий Богослов, Кирилл Александрийский, Максим Исповедник, Иоанн Златоуст). Так, Тертуллиан об этом писал:

«Итак, прежде Моисеева Закона, написанного на каменных скрижалях, я утверждаю, существовал неписаный закон, который обыкновенно понимался естественным образом и соблюдался предками». «Вы спрашиваете о законе Божием — он общий для всего человечества и высечен на скрижалях нашей природы, на которые указывает апостол».
В период средневековья наиболее подробно понятие естественного закона развивается в рамках католической теологии (в томизме). Фома Аквинский объясняет его суть следующим образом: «Естественный закон — не что иное, как свет разума, влитый в нас Богом; посредством его мы знаем, что надо делать и чего надо избегать». Данное представление является не только частью Священного Предания, но и вошло в основу официального учения Католической Церкви. Так, Папа Лев XIII так же утверждает: «Естественный закон вписан в душу каждого человека и запечатлен в ней, ибо он есть человеческий разум, приказывающий делать добро и запрещающий грешить».
Ссылка на естественный закон стала особенно важной для католической аргументации против гомосексуальных актов. Катехизис Католической Церкви утверждает, что гомосексуальные акты «противоречат естественному закону». Православная энциклопедия отмечает, что для католичества существенное значение в аргументации о сексуальной этике имеет богословие «естественного закона», унаследованное от схоластики, в то время как для православной традиции аргументация от «естественного закона» имела лишь иллюстративный и вспомогательный характер.

## Современное богословие

### Появление новых богословских течений
Существенный пересмотр традиционных богословских представлений в целом (независимо от темы гомосексуальности) был осуществлён либеральной теологией. После Второй мировой войны влияние либеральной теологии в европейском и американском протестантизме значительно ослабло. Но несмотря на распад данной школы богословия, некоторые её установки сохранились и продолжают оказывать влияние на современное богословие. К положительному влиянию относят[кто?] созданные школой методики для библейских исследований, к негативному[кто?] — возрождающиеся попытки выстраивать христианское богословие вне учения Иисуса Христа. Подходы либеральной теологии были восприняты в XX веке богословами некоторых других богословски-философских направлений: неолиберализма и постлиберализма, «совершеннолетия мира», радикальной ортодоксии, феминистской теологии, теологий процесса и освобождения. В числе новых направлений теологии появляется секулярная теология, которую ряд религиоведов связывают с укреплением неолиберализма. Естественным следствием развития секулярной теологии стало рассмотрение вопросов, связанных с социально-политической проблематикой современности.
Таким образом, получили развитие идеи «политической теологии», феминистской теологии, сочетание теологии с марксистскими и социалистическими идеями (теология освобождения, теология революции) и «деконструктивистская теология». Рассматриваются вопросы гендерного равенства, соблюдения прав человека, диалога с секулярным обществом и нехристианскими религиями, реализуются идеи ЛГБТ-движения в обществе и внутри церквей.
Современный западный протестантизм встречает критику со стороны более традиционных и консервативных авторов. Так, российский религиовед Роман Лункин, противопоставляя евангельских протестантов либеральному протестантизму, отмечает, что современный либеральный протестантизм не требует от своих последователей дисциплины в исполнении общественных и религиозных правил что, в свою очередь, приводит к релятивизму в отношении ряда христианских норм — распространению т. н. «женского священства», благословению гомосексуальных браков и т. д., результатом чего является секуляризации самой веры. По утверждению Лункина, либеральный протестантизм не ставит перед собой цель трансформации общества, но пытается приспособиться к происходящим в нём изменениям, провозглашая при этом идеалы прав и свобод человека. По мнению Лункина, итогом данных процессов является потеря в численности церквей, исповедующих либеральные принципы. B то же время российский сектовед Роман Конь рассматривает это явление в США в категориях противопоставления "традиционных деноминаций" (чья численность уменьшается) и "организаций сектантского типа" (которые "не испытывали трудностей").

#### Образ жизни, вопросы этики и морали
Этика протестантизма исторически связана с протестантским учением об оправдании верой и богословским принципом Sola Fide. Дела любви рассматривались как результат проявление веры, «не любовь формирует веру, как считали схоластики, но наоборот, вера формирует любовь».
Моральные предписания ветхозаветного Закона согласно классическому протестантскому богословию имели своей целью побуждать к делам, способствовать добру и препятствовать злу. Духовное же значение Закона заключалось в том, чтобы указать на грех и этим побудить к покаянию. Согласно Лютеру, Евангелие должно проповедоваться на фоне Закона и в связи с Законом, иначе оно теряет свой смысл. В споре с антиномистами Лютер и ортодоксальные богословы отвергли взгляды о том, что моральные нормы, изложенные в Ветхом Завете, для христиан не имеют силы и должны быть заменены на «евангельские».
Церкви в Африке, Азии, Латинской Америки значительно более консервативны, чем церкви Запада, в частности, они выступают против гомосексуального поведения и за сохранение традиционной модели семьи.

#### Изменение взглядов на гомосексуальность в протестантизме
Ряд христианских церквей, как, например, Евангелическая церковь Германии, Церковь Швеции, Церковь Дании, Церковь Исландии, Протестантская церковь Нидерландов, Церковь Шотландии, Объединённая церковь Канады, Епископальная церковь США, Евангелическая лютеранская церковь в Америке, Евангелически-Лютеранская церковь Канады, Евангелическо-лютеранская церковь Италии, старокатолические церкви разных стран и другие не рассматривают моногамные однополые союзы греховными и допускает совершение обрядов благословения таких однополых пар.
Богословы этих церквей в целом согласны с основными христианскими принципами недопустимости неупорядоченной сексуальной жизни. Но моногамные отношения между гомосексуалами, основанные на взаимной любви и верности, не рассматриваются ими в качестве нарушения добродетели целомудрия. В некоторых либеральных церквях осуществляются обряды благословения пар гомосексуалов, которые хотят иметь однополые семьи.
Нравственное оправдание однополых союзов, с точки зрения либеральных богословов, заключается в том, что если некоторым лицам природно присуща гомосексуальная ориентация, то преданные и верные отношения между двумя такими людьми отражают Божественный дар любви. К примеру, англиканский теолог Норман Питтенгер утверждал: 

«Для мужчины или женщины, испытывающих постоянное сексуальные желание и влечение к своему же полу, гомосексуальная связь является фактически способом прославления Бога и открытия себя действию высшей могущественной любви в человеческих отношениях».Оригинальный текст (англ.)For a man or woman whose sexual desire and drive is inevitably towards the same gender, acting in homosexual physical expression is in fact a way of glorifying God and opening the self to the working of the divine love in human affairs.
Некоторые либеральные богословы и церкви в настоящее время вообще не рассматривают гомосексуальность в качестве аномалии, нарушающей божественный порядок. Они утверждают, что гомосексуальная ориентация заложена в природу гомосексуалов «самим Творцом». К примеру, в 2003 году Генеральный собор Объединённой церкви Канады утвердил, что «человеческая сексуальная ориентация, будь то гетеросексуальная или гомосексуальная, является даром Бога и частью чудесного разнообразия творения» («sexual orientations, whether heterosexual or homosexual, are a gift from God and part of the marvelous diversity of creation»).
Некоторые либеральные церкви, которые принимают однополые союзы, не приравнивают эти союзы к браку между мужчиной и женщиной, основываясь на традиционном взгляде о браке как союзе мужчины и женщине, которые могут рождать детей. Такие церкви считают возможным благословлять однополые пары, ссылаясь на аргумент, что современная наука не связывает происхождение гомосексуальной ориентации с выбором человека. Однако, ритуал благословения однополых пар в этом случае отличается от заключения брака. Некоторые либеральные церкви не считают, что браком может считаться только союз между мужчиной и женщиной, и освящает однополые браки.
Некоторые современные церкви утверждают необходимость борьбы с дискриминацией гомосексуальных людей в обществе (недопустимость «несправедливой дискриминации» утверждается даже в католическом катехизисе). Некоторые либеральные христиане поддерживают весь пакет требований движения за права ЛГБТ, включая усыновление детей и равенство брака. Отдельные церкви активно вовлечены в кампании в поддержку однополых браков в обществе. Так, например, крупнейшая протестантская деноминация Канады Объединённая церковь Канады выступала в поддержку легализации однополых браков в Канаде. Объединённая Церковь Христа стала первой крупной деноминацией США, которая сделала заявление в поддержку «равных прав на брак для всех людей, независимо от пола» в резолюции 2005 года «In support of equal marriage rights for all».

### Либеральное понимание библейских текстов
В то время как консервативные богословы, опираясь на библейские тексты, рассматривают гомосексуальные акты по своей сути греховными, либеральные интерпретаторы продвигают изучение текстов на языках оригинала и трактуют смысл в соответствующем историческом контексте. Многие либеральные христиане разделяют научный мейнстрим о том, что сексуальная ориентация не изменяется посредством молитв, репаративной терапии и консультирования. Консервативные богословы обсуждают не гомосексуальную ориентацию, а гомосексуальное поведение само по себе. Так, Бурега, подчёркивает, что в Библии речь идет исключительно о гомосексуальном поведении, и что в библейскую эпоху понятие о гомосексуальной ориентации отсутствовало.
Различие между традиционными и новыми либеральными взглядами заключается в том, что традиционный консервативный взгляд даже в том случае, когда рассматривается культурно-исторический контекст библейских текстов, распространяет осуждение гомосексуальных актов на все виды гомосексуальных отношений, вне зависимости от времени и условий их совершения. Либеральные богословы, рассматривая культурно-исторический контекст, считают, что библейские тексты осуждают не любые, а определённые типы гомосексуального поведения, такие как гомосексуальное насилие, педофилия, проституция и акты во время языческих ритуалов. Некоторые либеральные авторы акцентируют внимание на идее, что универсальное осуждение любых гомосексуальных актов на основе Библии устарело в наше время, подобно тому как устарели многие другие явления, о которых Библия говорит как о приемлемых и даже санкционированных Богом в условиях древнего мира.
В то время как распространённым аргументом консервативных богословов является рассказ о сотворении гетеросексуальной пары, сторонники пересмотра традиционного взгляда указывают, что пассаж о сотворении человека не содержит прямого запрета на однополые отношения, и что порождение потомства не является единственной или наиважнейшей целью интимной близости. Хотя сторонники пересмотра не отрицают, что гетеросексуальные отношения нужны для продолжения рода, они аргументируют, что продолжение рода не является единственной причиной для выражения сексуальности. Либеральные богословы также ссылаются на то, что слова «плодитесь и размножайтесь» не являются общеобязательной заповедью, данной всем людям на все времена. В частности, они считают, что благословение одного вида сексуальных отношений не значит запрещение другого.
Многие современные авторы пришли к заключению, что осуждение гомосексуального насилия, совершённого жителями истреблённых городов Содома и Гоморры, не должно отождествляться с общим осуждением всех форм однополых отношений, а также указали на значимость нарушения культурной традиции гостеприимства. Аналогично трактовке греха жителей Содома и Гоморры многие современные авторы не применяют эпизод в Гиве для осуждения гомосексуальных отношений по взаимному согласию, тем более, что в данном случае было совершено гетеросексуальное изнасилование.
В трактовках текстов книги Левит существуют разные точки зрения о смысле текстов Лев. 18:22 и Лев. 20:13. Различные авторы понимают этот текст по-разному: как запрет определённых гомосексуальных актов между мужчинами, либо всех гомосексуальных актов между мужчинами, либо гомосексуальных актов между мужчинами во время языческих ритуалов, либо гомосексуальных актов между мужчинами в постели женщины. Существует также интерпретация, что слово «мерзость» является ссылкой на гомосексуальные акты, связанные с подчинением, но не гомосексуальные акты сами по себе. Многие авторы указывают, что множество запретов книги Левит не применяются в современности. По мнению многих авторов, не существует разумного объяснения для осуждения однополых отношений по взаимному согласию на основании книги Левит.
Поскольку современная концепция гомосексуальности, как она понимается в XXI веке, не существовала во время жизни апостола Павла, многие авторы полагают, что апостол не знал варианта длительных моногамных гомосексуальных отношений по взаимному согласию. По мнению тех исследователей, которые считают такие отношения нормальными, Павел осуждал отношения, в которых проявлялись власть и подчинение: один из партнёров вовлекался в пассивную «женскую» роль и эксплуатировался тем, кто занимал превосходящее положение. Авторы, предлагающие пересмотр традиционных взглядов, рассматривают понятия «естественного» и «противоестественного» социально сконструированными. В частности, они указывают на тот факт, что апостол Павел в Первом послании Коринфянам считал носить длинные волосы «естественным» для женщин, а короткие волосы — «естественным» для мужчин . Некоторые либеральные авторы, такие как Джон Босуэлл,  высказывают мнение, что в тексте осуждаются не половые акты представителей гомосексуальной ориентации, а гомосексуальные действия гетеросексуалов, для которых они и являются противоестественными.
Существует дискуссия о значении древнегреческого слова arsenokoitai, переведённого в русском синодальном переводе Библии как «мужеложники». В частности, либеральные богословы указывают что для описания гомосексуальных актов в древнегреческом языке существовало другое слово — άνδροκοιτης — androkoitēs.
По мнению ряда исследователей слово arsenokoitai должно быть переведено как «гомосексуальный насильник» или «гомосексуал-проститутка». Аналогичным образом переводится это слово в ряде современных переводов Библии: например, «homosexual offenders» — «гомосексуальные насильники» (английский перевод «New International Version»), «Knabenschänder» — «насилующие мальчиков» (немецкий перевод «Die Heilige Schrift, aus dem Grundtext ubersetzt») и т. д.

### Квир-богословие

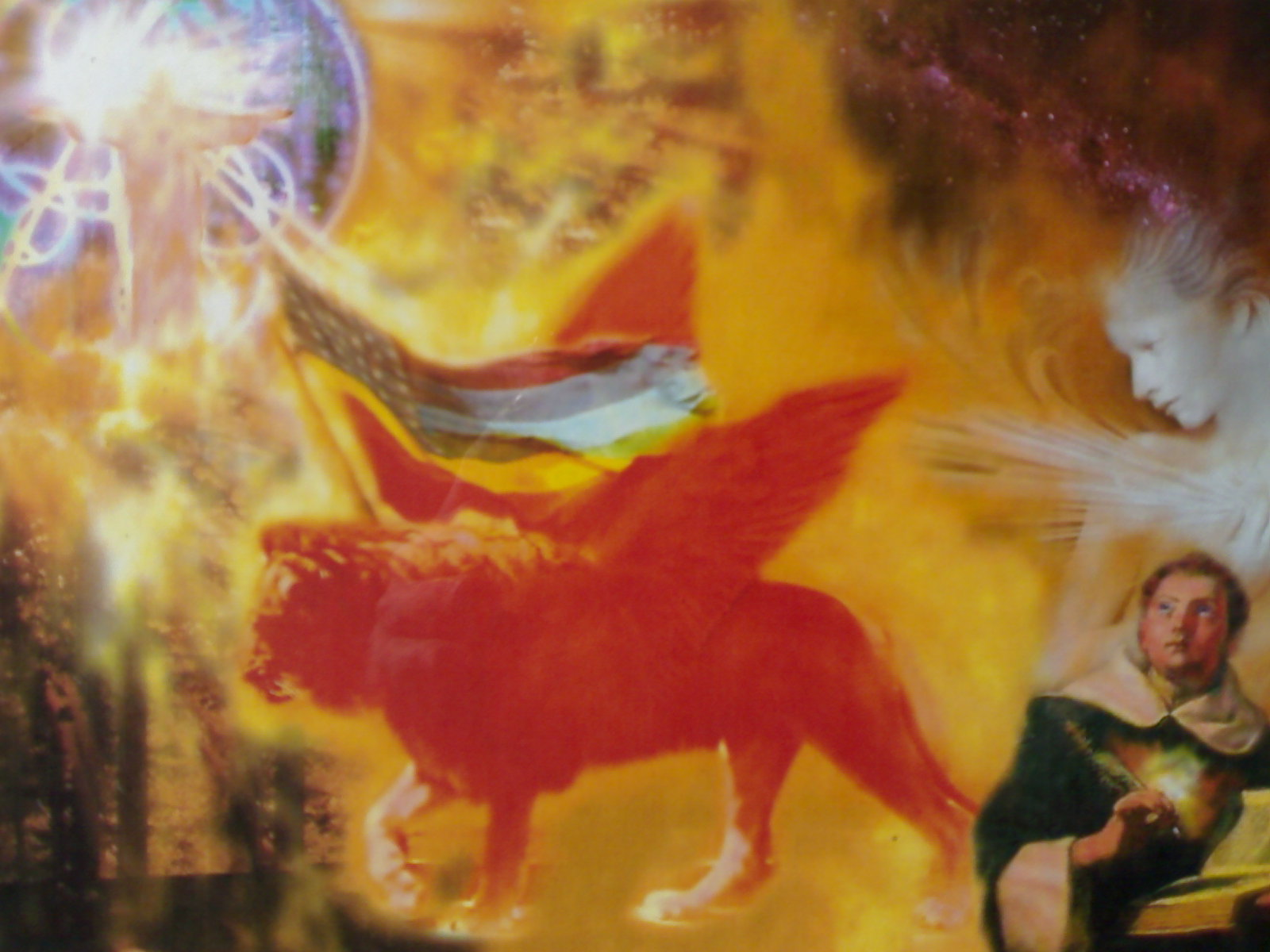
Розовый крылатый лев с радужным флагом — один из символов квир-богословия

Во второй половине XX века сформировалось взгляды, направленные на критику традиционных взглядов на гомосексуальность, которые рассматривали как основанные на позициях гетеронормативности. В 1990-е годы вне библейских и религиозных исследований авторами была разработана так называемая квир-теория, которая подвергает сомнению жёсткие бинарные различия и стабильность категорий мужчин и женщин, гетеросексуалов и гомосексуалов. Данная теория рассматривается как «родительское» направление исследований по отношению к квир-теологии, которая определённое время развивалась внутри квир-теории.
Начиная с 1970-х годов на фоне развития гей-освободительного движения после Стоунволлских бунтов возникло направление теологии, критикующее гетеронормативность и направленное на принятие духовного и сексуального опыта геев и лесбиянок в церкви. В числе теологов этого направления находятся геи и лесбиянки, которые, в частности, выделяют важность опыта каминг-аута для духовного роста. Это направление известно как «гей-богословие» или «гей-лесбийское богословие». В своём развитии оно прошло три этапа, последний из которых начинается в 1990-х годах, связан с квир-теорией и называется «квир-богословие».
Квир-богословие родственно богословским движениям освобождения, таким как латиноамериканская, афроамериканская, феминистская теологии освобождения и использует аналогичную методологию. Эти формы теологии освобождения угнетенных людей, принадлежащих определённому социальному классу, расе или полу, сделались образцом для квир-богословия. Аналогично теологам этих направлений освобождения квир-богословы считают, что Библия провозглашает освобождение не только в духовном, но и в социальном смысле: от гнёта общественной стигматизации и дискриминации и выступают в поддержку сексуальных меньшинств в либеральной богословской мысли.
Квир-богословы отрицают использование религиозных аргументов как основания для дискриминации гомосексуалов, а также оправдания таких явлений как сексизм и гетеросексизм, равно как рабства, сегрегации и расизма. С тех же позиций освобождения от дискриминации и стигмы они выступают за полное включение гомосексуалов в церковную жизнь, а также поддерживают движения за их права в обществе.
Одной из ведущих сил в развитии квир-богословия стала Метропольная общинная церковь, специально созданная как религиозный институт с положительным отношением к сексуальным меньшинствам, которые в настоящее время составляют большую часть паствы и служителей церкви. Как и другие направления, родственные теологии освобождения, квир-теология использует метод идеологической критики: стремится рассматривать библейские тексты с точки зрения угнетённой группы, используя опыт этой группы, маргинального положения, в котором находится эта группа, в качестве герменевтического принципа.

## Точки зрения в современном христианстве

### Классификация основных позиций в христианстве
Взгляды на природу гомосексуальности лежат в основании разнообразия позиций по поводу гомосексуальных отношений. Как правило, рассматриваются две диаметральные точки зрения — консервативная и либеральная, которые оценивают гомосексуальные отношения противоположным образом. Однако на самом деле в церковной реальности эти диаметральные точки зрения имеют более широкий спектр оттенков. К примеру, Холбен (L.R. Holben), автор специального исследования «Что христиане думают о гомосексуальности: Шесть характерных точек зрения» («What Christians think about homosexuality: Six representative viewpoints»), представляет шесть различных позиций христиан по вопросу гомосексуальности. Эти позиции коротко перечислены ниже.
- Гомосексуализм — это мерзость. Такова наиболее консервативная оценка. Её представители считают, что гомосексуальные отношения подлежат осуждению при любых обстоятельствах. Они утверждают, что Библия осуждает гомосексуальные отношения как преступление против Бога, природы и общества. Холбен указывает, что представители этой точки зрения считают, что гомосексуалами движет исключительно похоть, и они не способны построить отношения в любви, без сексуальной эксплуатации. Подобной позиции придерживаются конфессии и отдельные верующие консервативной части христианства, включая многие фундаменталистские церкви.
- Ожидание изменения гомосексуальности. Эта точка зрения близка к первой, но, в отличие от неё, гомосексуальность воспринимается не столько как преступление, сколько как нездоровое состояние. Акцент делается на том, что гомосексуальность является продуктом падшего мира и, в конечном счёте, последствием грехопадения прародителей в Эдеме. Представители этой позиции считают, что гомосексуальность может быть излечена через репаративную терапию, молитву или изгнание бесов (экзорцизм). Этой точки зрения придерживаются многие харизматические, фундаменталистские и другие протестантские церкви, а также различные консервативно-христианские организации, ставящие перед собою цель исцеления от гомосексуальности.
- Ожидание целибата при гомосексуальности. Представители этого взгляда разделяют мнение той части светских учёных, которая считает, что сексуальная ориентация взрослого человека неизменна в большинстве случаев, и что очень немногие люди, ведущие гомосексуальный образ жизни, способны превратиться в экс-геев. Тем не менее, представители этой позиции продолжают считать гомосексуальные отношения греховными, что приводит их к мнению, что от гомосексуалов Бог ожидает полного сексуального воздержания. Это наиболее современная точка зрения в Римско-католической церкви и ряде протестантских деноминаций.
- Гомосексуальность частично приемлема. Представители такой точки зрения считают, что гомосексуальные отношения нежелательны, но если гомосексуалы не могут изменить свою сексуальную ориентацию и не в состоянии жить в полном воздержании, то построение моногамных однополых отношений является для них наименьшим злом в сравнении с промискуитетом. Это мнение обычно не утверждается на официальном церковном уровне, но присутствует среди христианских лидеров различных деноминаций.
- Равенство сексуальных ориентаций. Представители данного взгляда считают гомосексуальность нормальной формой сексуальных ориентаций и ставят целью достижение равного статуса отношений и равных прав гомосексуалов и гетеросексуалов. Лица гомосексуальной ориентации признаются способными входить в преданные однополые отношения, основанные на любви. Это мнение утверждается в либеральных христианских церквях.
- Освобождение гомосексуальности. Отличие данной позиции от предыдущей несущественно: утверждается не только равенство сексуальных ориентаций, но и особое предназначение гомосексуалов освободить церковь от патриархальных представлений о сексуальности, а гомофобия представляется глубоким пороком. Подобные убеждения проповедуются квир-богословием, особенно — в Метропольной общинной церкви

### Позиции христианских конфессий в вопросах гомосексуального поведения
Отношение к гомосексуальности отличается у христиан различных конфессий, а многие конфессии не имеют единой точки зрения в отношении этого вопроса. Позиции христианских конфессий в вопросах гомосексуального поведения и сексуальной ориентации в настоящее время могут различаться в некоторых деталях (в вопросах допуска к служению или участия в евхаристии), более радикальные отличия между позициями некоторых либеральных протестантских конфессий и церквями, сохранившими традиционный для христианства взгляд в вопросах сексуального поведения.
Далее представлены официальные позиции некоторых наиболее известных и крупных конфессий и церквей, мнения богословов и верующих внутри них, а также позиции конфессий, в отношении которых нет консенсуса, являются ли они христианскими или парахристианскими (свидетели Иеговы, мормоны).
Точки зрения крупнейших религиозных организаций в христианстве (численностью более 10 млн человек)
| №  | Название                                              | Численность верующих млн. человек | Конфессия                     | Признание греховности гомосексуального поведения | Ссылки, комментарии |
| -- | ----------------------------------------------------- | --------------------------------- | ----------------------------- | ------------------------------------------------ | ------------------- |
| 1  | Римско-католическая церковь (латинский обряд)         | 1 197                             | Католицизм                    | Да                                               | [ 3 ]               |
| 2  | Русская Православная Церковь                          | от 85 до 164                      | Православие                   | Да                                               | [ 5 ]               |
| 3  | Ассамблеи Бога                                        | 67,5                              | Протестантизм (пятидесятники) | Да                                               | [ 52 ] [ 195 ]      |
| 4  | Эфиопская православная церковь                        | 39                                | Нехалкидонское христианство   | Да                                               | [ 196 ]             |
| 5  | Адвентисты седьмого дня                               | 25                                | Протестантизм (адвентисты)    | Да                                               | [ 197 ]             |
| 6  | Церковь Англии                                        | 25                                | Протестантизм (англикане)     | Нет                                              |                     |
| 7  | Евангелическая церковь Германии                       | 23,70                             | Протестантизм                 | Нет                                              |                     |
| 8  | Китайский христианский совет                          | 23                                | Протестантизм                 | нет данных                                       |                     |
| 9  | Румынская православная церковь                        | от 16 до 18,8                     | Православие                   | Да                                               | [ 199 ] [ 200 ]     |
| 10 | Англиканская церковь Нигерии                          | 18                                | Протестантизм (англикане)     | Да                                               | [ 201 ] [ 202 ]     |
| 11 | Свидетели Иеговы                                      | 16,5                              | Парахристианство              | Да                                               | [ 203 ] [ 204 ]     |
| 12 | Южная баптистская конвенция                           | 16,20                             | Протестантизм (баптисты)      | Да                                               | [ 6 ] [ 205 ]       |
| 13 | Церковь Иисуса Христа святых последних дней           | 14,5                              | Парахристианство              | Да                                               | [ 206 ] [ 207 ]     |
| 14 | Церковь Христа в Конго                                | 13                                | Протестантизм                 | нет данных                                       |                     |
| 15 | Объединённая методистская церковь (США)               | 12,5                              | Протестантизм (методисты)     | Нет                                              | [ 208 ]             |
| 16 | Коптская православная церковь                         | 12                                | Нехалкидонское христианство   | Да                                               | [ 196 ] [ 209 ]     |
| 17 | Церковь «Китай за Христа»                             | 12                                | Протестантизм (пятидесятники) | нет данных                                       |                     |
| 18 | Церковь Уганды                                        | 11                                | Протестантизм (англикане)     | Да                                               | [ 210 ] [ 211 ]     |
| 19 | Новоапостольская церковь                              | 10                                | Протестантизм                 | Нет                                              | [ 212 ]             |
| 20 | Китайское евангельское братство                       | 10                                | Протестантизм (пятидесятники) | нет данных                                       |                     |
| 21 | Церковь Бога во Христе                                | 10                                | Протестантизм (пятидесятники) | Да                                               | [ 213 ]             |
| 22 | Украинская православная церковь Киевского патриархата | от 7 до 10                        | Православие                   | Да                                               | [ 216 ] [ 217 ]     |

### Католичество
Официальная позиция Католической церкви, изложенная в её катехизисе, осуждает гомосексуальные акты как противоречащие естественному закону, функции деторождения и взаимодополняемости мужчины и женщины. При этом катехизис констатирует немалое число людей, которым свойственна «наклонность», являющаяся для них испытанием, к которым католическая церковь призывает относиться с уважением и без дискриминации: 

«Опираясь на Священное Писание, представляющее гомосексуальные действия как тяжкую форму разврата, Предание неизменно объявляет „гомосексуальные акты безусловно беззаконными“. Они противоречат естественному закону. Они лишают половой акт его функции дарования жизни. Они не вытекают из подлинной эмоциональной и сексуальной взаимодополняемости. Ни в коем случае они не могут быть одобрены.

Немалое число мужчин и женщин представляют глубоко укорененную тенденцию к гомосексуализму. Эта наклонность, объективно нарушающая порядок, для большинства из них является трудным испытанием. К ним нужно относиться с уважением, состраданием и тактичностью. Надо избегать по отношению к ним всякого проявления несправедливой дискриминации. Эти люди призваны исполнить волю Божию в своей жизни и, если они христиане, соединить с Крестной Жертвой Спасителя те трудности, с которыми они сталкиваются вследствие своего состояния».
Некоторые католические иерархи на Западе (например, кардинал Рейхард Маркс) допустили возможность благословения однополых пар в определённых случаях, не приравнивая это к браку, но подразумевая «благословить взаимную ответственность». Конгрегация доктрины веры выпустила заявление, в котором утверждалось, что «не дозволено благословлять отношения..., предполагающие сексуальную активность вне брака (т. е. вне нерасторжимого союза мужчины и женщины, открытого для передачи жизни)» . В заявлении признаётся существование «положительных элементов» в стабильных однополых союзах, но отвергается возможность «сделать их законными объектами церковного благословения», поскольку они «существуют в контексте союза, не предусмотренного по замыслу Творца». 18 декабря 2023 года папа римский Франциск утвердил Декларацию Fiducia Supplicans, которая открывает возможность благословения однополых пар. Декларация утверждает, что учение о браке как союзе мужчины и женщины неизменно, и что Церковь не может благословлять однополые союзы. Однако, священники могут благословлять людей вне литургии, выражая этим милосердие Бога, без требования от людей морального совершенства.

### Православие
Духовная традиция православия основана на взаимоотношениях крещеного члена церкви с его духовным отцом, который либо дарует, либо отказывает в доступе к таинствам. В результате доступ к таинствам для представителей LGBTQ+ и применяемость официальной политики может варьироваться от региона к региону. Существуют, однако, и альтернативные инклюзивные  православные церкви и организации, не входящие в каноническую норму, которые открыто рукополагают женщин и LGBTQ+ людей,. К ним относятся формирующаяся Православно-католическая церковь Америки, которая принимает «людей на основе любви, а не категорий», и  светская православная организация Axios,  спонсируюшая православные богослужения в Бостоне, Лос-Анджелесе, Сан-Франциско и Вашингтоне, округ Колумбия. В Москве 15 сентября 2007 года прошла первая служба поддерживающей ЛГБТ церкви действующей в полном соответствии с русской православной традицией.
В современной православной богословской литературе об гомосексуальности подразумевается, что Церковь может с полным правом пересмотреть свои традиционные толкования Писания в свете появляющейся информации, новых исторических обстоятельств и меняющихся интеллектуальных парадигм.
Аристотель Папаниколау в своих трудах, ставя работу Аласдэра Макинтайра об этике добродетели в один ряд с трудами Максима Исповедника об эросе и теозисе, Папаниколау разрабатывает этику, которая обходит многие стандартные церковные аргументы против включения ЛГБТ.
Аренцен и Пурпура в «Православной традиции» подводят итог состоянию исследований сексуальности и гендера с точки зрения теории квира и православного богословия. Затем ставят ряд вопросов: «Как Церковь может устранить свои собственные недостатки и построить новое доверие? Как Церковь может полноценно служить представителям сексуальных меньшинств?». Где будет вовлекаться все больше ЛГБТ из разных слоев общества, чтобы мы вместе могли построить более благожелательную и принимающую церковь.
Спиридула Атанасопулу-Киприу идет по стопам англиканского теолога Сары Кокли, используя идеи Григория Нисского о девственности, сексуальности и восхождении души к Богу, чтобы предложить Церкви «изменить нашу точку зрения при оценке человеческих отношений». Она должна сосредоточиться не на «половой принадлежности тех, кто состоит в отношениях», а на том, «как они относятся друг к другу, к остальному творению и к Богу».
В июле 2022 года, Архиепи́скоп Елпидифо́р совершил первое в истории греческого православия крещение младенцев, усыновлённых гомосексуальной парой — он крестил двух младенцев, усыновлённых дизайнерами одежды Эванджело Бусисом и Питером Дундасом.
Православные церкви, аналогично официальному католичеству, осуждают гомосексуальные отношения как грех. К примеру, Русская православная церковь в «Основах социальной концепции» утверждает, что:

 «Священное Писание и учение Церкви недвусмысленно осуждают гомосексуальные половые связи, усматривая в них порочное искажение богоданной природы человека».
В соответствии с традицией восточного христианства православие рассматривает гомосексуальность в контексте представления о греховных страстях, с которыми так или иначе приходится бороться каждому человеку.  Хотя Православная энциклопедия называет гомосексуальные влечения извращёнными, она также далее отмечает: «Церковь не абсолютизирует «естественные» и «неестественные», «законные» и «незаконные» формы проявления сексуальности. Всякая человеческая сексуальность в её нынешнем состоянии в большей или меньшей мере поражена грехом. ... В богословском смысле греховна любая актуализация сексуального потенциала человека вне контекста освященного Церковью брачного союза мужчины и женщины».
Исторически в русском православии существовало мнение о меньшей греховности женского гомосексуализма по сравнению с мужским и даже по сравнению с гетеросексуальным блудом.
Русская Православная Церковь, недвусмысленно осуждая гомосексуализм как грех, в то же время считает необходимым христианское милосердное отношение к людям с гомосексуальными наклонностями. В утвержденных Архиерейским собором Русской Православной Церкви 13-16 августа 2000 г. «Основах социальной концепции Русской Православной Церкви» говорится о необходимости для Церкви относиться «с пастырской ответственностью к людям, имеющим гомосексуальные наклонности», о необходимости и возможности «христианского общения» христиан с гомосексуалистами, оказания «духовной поддержки» и молитвенной помощи гомосексуалистам в избавлении от гомосексуализма.
Вахтанг Кипшидзе, заместитель председателя Синодального отдела по взаимоотношению церкви с обществом и СМИ, заявлял, что «Церковь не намерена отрекаться от геев». Некоторые юрисдикции Православных Церквей, как, Православная церковь в Америке, или Коптская церковь Египта, придерживаются подхода, согласно которому приветствуются люди с «гомосексуальными чувствами и эмоциями».
Опрос Pew Research Center 2017 года показал, что хотя большинство православных христиан в странах Восточной Европы и бывшего СССР и по-прежнему считают, что гомосексуальность «не должна быть принята»; лишь 45 % православных христиан в Греции и 31 % в США ответили так же. В критичной статье 2022 году протоиерей Джон Уайтфорд писал, что в православной церкви есть люди, открыто продвигающие LGBTQP повестку, хотя это было немыслимо ранее. По мнению Уайтфорда, это активное меньшинство, которое пытается убедить людей, что их оппоненты являются меньшинством, и ими движет только ненависть.
Несмотря на официальное заявление Ассамблеи канонических православных епископов не благословлять однополые союзы, опрос, проведенный в 2018 году Общественным институтом религиозных исследований (ОИРИ), показал, что большинство, 66 %, православных христиан США поддерживают брачное равноправие.

### Нехалкидонское христианство
Древневосточные православные церкви традиционно придерживаются осуждения гомосексуальных отношений.

### Протестантизм

#### Англиканство
Многие церкви Англиканского сообщества рассматривают гомосексуальность как естественное явление и празднуют гей браки.
Епископальная церковь США, а также, англиканские церкви Великобритании, Канады, ЮАР, Австралии и Новой Зеландии, благословляют однополые браки и однополые партнёрства, допускают открытых гомосексуалов к священническому служению, и, имеют открытые прецеденты рукоположения, в том числе состоящих в гражданском партнёрстве, гомосексуальных в епископов. Англиканские церкви Бразилии, Южной Африки, Южной Индии, Новой Зеландии и Канады предприняли решительные шаги к одобрению и празднованию однополых отношений.
Наиболее либеральную позицию занимает Епископальная церковь США. В 2003 году, Епископальной церковь США стала первой англиканской провинцией, которая рукоположила открытого священника гея находящегося в однополых отношениях в качестве епископа. В 1976 году Генеральная конвенция Епископальной церкви США приняло резолюцию, в которой говорится: «Смысл этой Генеральной конвенции в том, что гомосексуальные люди являются детьми Божьими, которые имеют полное и равное право со всеми другими людьми на принятие любви, пастырскую заботу и заботу Церкви». Епископальная церковь США 23 июня 2005 года, определила значение резолюции в 130 страничном документе, озаглавленном «Возложить Нашу Надежду На Христа»:
Мы верим, что Бог открывает нам глаза на деяния Божьи, которые мы раньше не умели видеть… право на рукоположение лиц, состоящих в однополых союзах по завету… человек, живущий в однополом союзе, может иметь право возглавлять стадо Христово… члены Епископальной церкви распознали святость в однополых отношениях и пришли поддержать благословение таких союзов и рукоположение или посвящение людей в эти союзы… Их святость резко контрастирует со многими греховными моделями сексуальности в мире… Идея о том, что существует только один правильный способ читать или интерпретировать Священное Писание, является скорее современной идеей.
В 2010 году в епископы была избрана открытая лесбиянка Мэри Глэсспул состоящая в партнёрских отношениях с Бекки Сандерс.
Первые открытые священник гей и священник лесбиянка были рукоположёны в 1977 году Полом Муром-младшим, епископом Нью-Йорка. Еллен Баррет - первая рукоположённая в сан открытая лесбиянка.
Преподобный Камерон Патридж совершил переход в 2001 году и был ординирован в 2005 году, став первым открытым трансгендерным священником, который стал проповедовать в Вашингтонском Кафедральном Соборе.
В 2015 году, Генеральная Конвенция одобрила «канонические и литургические изменения для обеспечения брачного равноправия для епископалов». Каноническое изменение устранило «формулировку, определяющую брак как брак между мужчиной и женщиной». Литургические изменения предусматривали два обряда бракосочетания для использования однополыми или разнополыми парами.
Церковь Англии учит, что «однополые отношения олицетворяют подлинную взаимность и верность». Епархии Церкви Англии в Европе назвали «по-настоящему радостным событием» однополой брак, который состоялся в лютеранской церкви Дании. Епархия Чичестера организовала в Бра́йтоне Гей парад и поощряла участие в нём.
Касательно вопроса трансгендерных людей, Генеральный Собор 2017 года проголосовал за предложение, в котором говорится, что трансгендерных людей следует «приветствовать и утверждать в их приходской церкви».
В 2017 году Палата Клира Церкви Англии проголосовала против предложения ряда епископов считать брак исключительно союзом мужчины и женщины. Предложение было отвергнуто, не дойдя и до всех трёх палат в законодательном органе Англиканской церкви. После отклонения предложения Генеральным Собором, архиепископы Кентерберийские и Йоркские призвали к «радикально новому христианскому обновлению», которое «основано на хороших, здоровых, процветающих отношениях, и в подходящем для XXI века понимании того, что значит быть человеком и быть сексуальным». Епископ Глостера Рэйчел Тревик попала в заголовки газет, призвав к гендерно-инклюзивному языку, заявив, что «Бога нельзя рассматривать как мужчину. Бог есть Бог».
На Генеральном Соборе Англиканской церкви Канады в 2016 году, предложение об изменении брачного канона с целью включения в него однополых браков получило необходимое большинство 2/3 голосов и было одобрено; оно прошло второе чтение в 2019 году и получило большинство 2/3 в Палатах Духовенства и Мирян.  Также в 2016 году, епархия Торонто, впервые, избрала епископом открытого гея состоящего в однополых отношениях Кевина Робертсона.
Генеральный Собор Канады принял резолюцию, позволяющую каждому провинциальному собору и епархии благословлять или совершать однополые браки.
В 2013 году, десять англиканских епархий (Эдмонтон, Новая Шотландия и Остров Принца Эдуарда, Земля Руперта, Оттава, Ванкуверский Нью-Вестминстер, Торонто, Лондонский Гурон, Гамильтонский Ниагарский, Монреаль, и Британская Колумбия в Виктории) разрешили благословение и брак однополых пар. Англиканские приходы Центральных Внутренних Районов (бывшая епархия Карибу) также разрешают такие обряды.
Колин Флетчер, действующий Епископ Оксфорда, дал разрешение на проведение как минимум одного однополого торжества священником Англиканской церкви, который председательствовал на громкой церемонии бракосочетания женщины священника Мфо Туту и её партнёра. Мфо Туту является дочерью, известного борца с аппартеидом и Лауреата Нобелевской премии мира 1984 года, покойного епископа Десмонда Туту из ЮАР.
В 2003 году, Роуэн Смит, декан собора Святого Георгия в Кейптауне, был тепло встречен прихожанами после того, как совершил каминг аут. Дуглас Торр, другой священник, также совершил каминг аут в своей конгрегации в Йоханнесбурге. Более того, Мервин Касл, который является открытым геем, был посвящен в епископы в Кейптауне.
Епархия Кейптауна, в 2009 году, проголосовала за признание однополых союзов. Голосование в 2009 году "[сделало] небольшой шаг в сторону принятия геев, состоящих в "верных, преданных отношениях".  В резолюции также говорится, что она "утверждает пастырский ответ на однополые партнерства  верной приверженности в наших приходских семьях";
В 2013 году, Провинциальный Синод принял резолюцию, в которой "призвал своих епископов предоставить руководство по оказанию пастырской помощи однополым парам, заключившим гражданские союзы в соответствии с законодательством ЮАР". Резолюция также:
1. Подтверждает:
  1. Что Бог призывает нас любить и служить всем людям, независимо от их сексуальной ориентации, и в то же время поддерживать Божьи стандарты святости;
  2. Что это очень сложная и эмоциональная область, которая глубоко затрагивает многих людей и оказывает далеко идущее влияние на миссию Церкви[274].

В 2018 году Синод Англиканской церкви Новой Зеландии проголосовал за разрешение обрядов освящения однополых браков и гражданских союзов. Перед официальным благословением, церковь заявила, что «духовенству должно быть разрешено „признавать в общественном богослужении“ однополый гражданский союз или государственный брак членов их религиозной общины».
Пакехские приходы более открыты по вопросам геев и лесбиянок, включая ординацию и благословение однополых союзов. Епархии Данидин и Окленд известны другими подобными примерами, включая рукоположение гомосексуального духовенства, не соблюдающего целибат, и благословение однополых отношений, совершаемое священниками в качестве официальных. В 2006 году, открытый гей и находящийся в однополом партнёрстве дьякон был рукоположён в Епархии Данидина. Впоследствии, тот же дьякон был рукоположён в сан священника. Епархия Окленда также установила политику в пользу рукоположения находящихся в однополых партнёрствах священников геев и лесбиянок . Конгрегации могут предлагать "благословение отношений" для двух партнеров в Епархии Окленда. В 2005 году, однополая пара вступила в гражданский союз в церкви Св. Матфея епархии Окленда. В 2011 году, епархия Вайапу приняла резолюцию, подтверждающую рукоположение священнослужителей геев и лесбиянок. Капеллан епископа в Епархии Вайапу также совершил благословение для однополой пары. В 2017 году, Эндрю Хедж, Епископ Вайапу, назначил священника гея, состоящего в браке со своим партнёром, в качестве декана собора Вайапу.
В 2020 году, Апелляционный трибунал, высшего церковного суда Англиканской Церкви Австралии, постановил, что епархии могут разрешать обряды благословения для однополых союзов. Роджер Херфт, будучи епархиальным Епископом Ньюкасла, "поддержал благословение однополых союзов". Церковь Святого Андрея в  Субиако, Перт, Западная Австралия, была первой англиканской церковью в Австралии, которая публично приветствовала геев, лесбиянок, бисексуалов и трансгендеров. На её воскресных вечерних службах приветствуются представители ЛГБТ. С тех пор, другие епархии заняли позитивные позиции по отношению к однополым парам и ЛГБТ-клирикам. В 2013 году, епархия Епархия Петра проголосовала за признание однополых союзов. Роджер Херфт, Архиепископ Петра, сказал, что "в священстве служат геи и лесбиянки. Они ординированы мной и пользуются почетом и уважением как священники..." Епархия Перта проголосовала за то, чтобы больше не запрещать священникам отношения, в том числе сексуальные, вне брака.
В 2011 году епархия Аделаиды избрала нового помощника епископа, Тима Харриса, который поддержал дозволение ЛГБТ духовенства. Кроме того, в 2012, Епархия Гиппсленда назначила открытого священника гея, а в 2015, Джон Паркес, Епископ Вангаратты, одобрил однополые браки, присоединившись к архидиакону, который уже предложил совершать однополые браки, если ему это будет разрешено. Кроме того, Сара Макнеил, Епископ Графтона, одобрила и поддержала ЛГБТ-клириков и их отношения. Кафедральный собор епархии Графтона и собор Святого Иоанна в епархии Брисбена, официально поддержали и одобрили ЛГБТ. В 2015 году, Комитет по социальной ответственности Англиканской церкви в Южном Квинсленде одобрил гражданские союзы для однополых пар. Также в 2015 году, Кей Голдсуорти, епископ Гиппсленда, назначил на другую должность священника, открытого гея находящегося в однополом партнёрстве.  Кроме того, в 2016 году, Гэрри Уэзерилл, епископ Балларата, объявил о своей поддержке однополых браков. В апреле 2016 года, церковь Святого Андрея в епархии Перта публично благословила однополый союз. В 2018 году, архидиакон Питер Маклеод-Миллер "провел неофициальную церемонию сжимания рук". для однополой пары. В Мельбурне, несколько англиканских священников приняли участие в однополом браке и благословили его. В 2018 году, епархия Гиппсленда избрала Ричарда Трелоара, ярого сторонника однополых браков. Епархии Вангаратты и Балларата проголосовали за благословение однополых гражданских союзов. Декан собора Святого Иоанна в Брисбене, преподобный Питер Кэтт, написал, что он благословляет однополые союзы. Епархии Вангаратты и Ньюкасла одобрили обряды благословения однополых браков.
Заголовки газет в Северной Америке сообщили, что Шотландская епископальная церковь согласилась рукополагать геев и лесбиянок, состоящих в преданных отношениях. Церковь таким образом сделало заявление указывающее, что политика не является новой. Что касается пресс релиза, Церковь заявила: "Интерес прессы сосредоточился на одной небольшой части общего заявления". Продолжая говорить об этом: 

"Говоря о том, что в настоящее время не существует препятствий для рукоположения человека, который может находиться в близких отношениях с представителем того же пола, Епископы просто изложили существующее положение в Шотландии где, в отличие от некоторых других провинций. Генеральным Собором никогда не принимались предложения, препятствующие такому рукоположению. Следовательно, заявление, сделанное в начале этого месяца, не представляет собой никакого изменения в политике Епископов".
В 2005 году, священнослужители получили возможность заключать однополые гражданские партнёрства, и в Шотландской епископальной церкви сексуальное воздержание не является обязательным условием для заключения гражданских союзов. С 2008 года, Собор Св. Марии в Глазго  благословил гражданские партнёрства.
В 2015 году, Шотландская епископальная церковь проголосовала за проведение церемоний однополых браков. После этого голосования, в соборе Данди состоялась первая однополая свадьба. В 2016 году, Генеральный Собор проголосовал за внесение изменений в брачный канон, чтобы позволить включить в него венчание однополых пар. После второго чтения в 2017 году, предложение было одобрено 97 голосами за, против 33 при 3 воздержавшихся.
Церковь Уэльса предприняла шаги к дозволению однополых браков и обрядов благословения однополых союзов. Генеральный Собор проголосовал одобрительно за проведение официальных обрядов для однополых отношений.
С 2005 года, Церковь Уэльса разрешает священникам вступать в однополые гражданские партнёрства. В 2020 году, Церковь посвятила в епископы первую в провинции открытую лесбиянку, состоящую в гражданском браке. В 2015 году, руководящий орган проголосовал за одобрение однополых браков, большинство респондентов также проголосовали за однополые браки. Среди епархий, епархия Сент-Асаф и епархия Лландафф подавляющим большинством поддержали однополые браки. В апреле 2016 года, Коллегия Епископов приняла решение полностью утвердить однополые пары и предложить праздничные молитвы для однополых браков. Из молитв, предусмотренных для однополых пар, первая форма благодарит Бога "за [двух людей], которые нашли друг в друге такую любовь и общение, что это побудило их посвятить свои жизни в поддержку друг друга".
В 2016 году, многие священнослужители Церкви Ирландии подписали письмо в поддержку Епископальной церкви США и её открытой позиции в отношении благословения однополых пар. Гражданские партнёрства разрешены с 2005 года. В 2008 году, "Совет по пенсионному обеспечению Церкви Ирландии подтвердил, что будет относиться к гражданским партнерам так же, как и к их супругам. Генеральный Собор принял политику руководства по пенсионному обеспечению в 2008 году. Заверения в сексуальном воздержании от священнослужителя не требуются. В 2012 году, Пенсионный Фонд духовенства церкви продолжил признавать, что "пенсионные права зарегистрированного гражданского партнера члена церкви будут такими же, как и у пережившего супруга". Что касается совместного проживания, церковь заявила, что "любой взгляд на совместное проживание должен подразумевать намерение пары хранить верность и преданность в своих отношениях на протяжении всей жизни". В 2004 году, тогдашний архиепископ Джон Нилл заявил, что "церковь поддержит расширение юридических прав в таких вопросах, как налоги, социальные пособия, наследование и посещение больниц для сожительствующих пар, как одного пола, так и противоположного".

#### Лютеранство
В 2013 году Гай Эрвин, который 19 лет находился в гей-партнёрстве, был назначен в Калифорнии епископом Синода Юго-Западной Калифорнии Евангелической лютеранской церкви в Америке (ЕЛЦА), став первым открытым геем, который посвящен в сан епископа ЕЛЦА.
Евангелическая Лютеранская Церковь в Америке (ЕЛЦА), наикрупнейшая лютеранская церковная организация в Соединённых Штатах, дозволяет LGBTQ+ браки и ординацию LGBTQ+ духовенства. Политика ЕЛЦА гласит, что LGBTQ+ лица приветствуются и поощряются к тому, чтобы стать членами, и участвовать в жизни конгрегации.
В Июле 2011 Всецерковная Ассамблея Евангельской Лютеранской Церкви в Канаде опубликовало новое заявление об сексуальности, разрешающее духовенству вступать в однополые партнёрские отношения и разрешающее благословлять однополые союзы.
Среди лютеран присутствуют противоположные позиции в отношении гомосексуальности. Либеральное направление, составляющее большинство лютеран, не считает гомосексуальные отношения грехом. Так, Евангелическая лютеранская церковь в Америке, Евангелическая церковь Германии, Протестантская церковь Нидерландов благословляют однополые союзы и открывают служение для гомосексуалов, живущих в преданных однополых отношениях. Церковь Дании и Евангельско-лютеранская церковь Италии благословляют однополые союзы, Церковь Норвегии разрешает гомосексуалам становиться священниками. С 1 ноября 2009 года Церковь Швеции стала первой крупной деноминацией, которая официально венчает однополые браки, а в ноябре 2009 года в епископы Стокгольма была посвящена открытая лесбиянка Ева Брунне. Другой крупной деноминацией, где благословляются однополые браки и разрешено служение священников-гомосексуалов, в июле 2011 года стала Евангелически-Лютеранская церковь Канады.
Консервативные деноминации, например, Лютеранская церковь — Миссурийский синод, Лютеранская церковь Австралии, Висконсинский евангелический лютеранский синод считают гомосексуальные отношения греховными и допускают к служению лишь тех, кто борется с гомосексуальными наклонностями.
Лютеранские церкви на постсоветском пространстве придерживаются консервативных позиций. В 2008 г. Эстонский Совет Церквей опубликовал общую позицию его членов, согласно которой "традиция Священного Писания не может быть истолкована в смысле дозволения практики гомосексуализма. По Библии гомосексуализм есть грех, рассматриваемый отрицательно как в Ветхом, так и Новом Заветах. Согласно пониманию церковной жизни и практики, грех не может «быть превращён в норму». Данная позиция была подтверждена епископами Эстонской, Латвийской и Литовской Евангелическо-Лютеранских церквей.

#### Пресвитерианство
Многие Пресвитериане в Новой Зеландии активно участвуют в Ассоциации по Примирению Христиан и Конгрегации, экуменическая группа которая поддерживает полную инклюзию и участие всех людей в Церкви, включая геев и лесбиянок.
В Америке, Больше Светлых Пресвитерян[уточнить] — коалиция конгрегаций включающих геев, основанная в 1980 году. Сегодня организация включает 113 церквей, в то время как многие неформально одобряют эту миссию более полно приветствовать людей любой сексуальной ориентации в церковной жизни.
Церковный суд для Объединённой Пресветерианской Церкви в Южной Африке заявляет, что «Пресветерианская Церковь дозволяет гей браки».
Объединённая церковь Канады, 70 % численности членов которой составили пресвитериане, совершенно открыта в отношении гомосексуальности и поддерживает однополые браки (см. выше). В мае 2011 года Пресвитерианская церковь США после 30-летней дискуссии приняла решение рукополагать и допускать к пасторскому служению открытых гомосексуалов. Церковь Шотландии разрешает церемонию заключения однополого союза с 2006 года, в 2009 году был рукоположён первый гей, в 2013 году официально принято решение допускать до рукоположения открытых геев, состоящих в церковных союзах.
В отчете Пресвитерианской церкви в Канаде 2002 года кратко изложена позиция, в которой отмечается, что церковь «выступает против любого отношения ненависти или дискриминации, направленного на гомосексуалов, Церковь считает, что ее задача состоит в том, чтобы привести всех людей к благодати и милосердию Иисуса Христа». В нём отмечается, что «в [Пресвитерианской церкви в Канаде] есть лесбиянки и гомосексуалисты, занимающие ответственные должности, люди гомосексуальной ориентации могут пользоваться всеми привилегиями членства в церкви». 145-я Генеральная Ассамблея в июне 2019 года приняла две рекомендации: пресвитерии в соответствии с Актом об Барьерах могут проводить параллельные определения брака как «отношений по завету между мужчиной и женщиной или как отношений по завету между двумя взрослыми лицами», и что лица LGBTQI могут быть рукоположены в качестве священников и правящих старейшин. Рекомендации были одобрены Генеральной Ассамблеей в 2021 году.
Среди пресвитериан нет единого мнения и в течение многих лет ведутся споры в отношении гомосексуальности. Пресвитерианская церковь в Америке (Presbyterian Church in America), Ассоциация реформированной пресвитерианской церкви (Associate Reformed Presbyterian Church) и Ортодоксальная пресвитерианская церковь (Orthodox Presbyterian Church) осуждают однополые отношения как несовместимые с библейской моралью, но верят, что гомосексуалы могут покаяться и бросить свой «образ жизни». В Бразилии Пресвитерианская церковь (Igreja Presbiteriana do Brasil) осуждает гомосексуальные отношения и, более того, выступила с осуждением закона против гомофобии. Пресвитерианская организация OneByOne считает своей миссией «исправление» гомосексуалов».

#### Баптизм
Сеть баптистов — британская организация, которая поддерживает негетеросексуальных христиан и людей, обеспокоенных своей сексуальностью в церкви. Альянс баптистов — американское баптистское движение, поддерживающее однополые браки и открытое для ЛГБТ-людей. Ассоциация доброжелательных и поддерживающих баптистов состоит из баптистских церквей, организаций и отдельных лиц, которые поддерживают людей вне зависимости от их сексуальной ориентации и гендерной идентичности и выступают за включение ЛГБТ-людей в баптистские религиозные общины. Эта группа состоит из почти ста церквей и организаций, входящих в Американские баптистские церкви США и Кооперативное баптистское братство. Национальная баптистская конвенция США, Американские баптистские церкви США, и Прогрессивная национальная баптистская конвенция имеют конгрегации и служителей, занимающих либеральную позицию по этому вопросу.
Исследования в США показывает, что ЛГБТ-лица больше идентифицируют себя в качестве Протестантов, чем Католиков. Джордж Барна, консервативный христианский автор и исследователь, провел в 2009 году в США опрос, который показал, что геев и лесбиянок, исповедующих принадлежность к христианству, больше, чем предполагалось ранее. Он охарактеризовал некоторые из своих главных выводов из полученных данных следующим образом: «Люди, представляющие взрослых геев как безбожников, гедонистов, ненавистников христианства, не работают с фактами. Значительное большинство геев называют веру главной стороной своей жизни, считают себя христианами и утверждают, что в их жизни сегодня присутствует некая значимая личная приверженность Иисусу Христу». Барна также обнаружил, что ЛГБТ чаще интерпретируют веру как индивидуальный, а не коллективный опыт.
В 1986 году, Фракция Евангельских и Экуменических Женщин (ФЕЭЖ), тогда известная как Международная Фракция Евангельских Женщин, приняла резолюцию, гласящую: «В то время как гомосексуальные люди являются детьми Бога, и в силу библейского мандата Иисуса Христа о том, что все мы созданы равными в глазах Бога, и в знак признания присутствия лесбийского меньшинства в ФЕЭЖ, ФЕЭЖ занимает твердую позицию в пользу защиты гражданских прав гомосексуальных людей».
Некоторые христиане считают, что библейские отрывки были неправильно переведены или что эти отрывки не относятся к ЛГБТ-ориентации в современном понимании. Либеральные христианские ученые, как и консервативные христианские ученые, исследуют более ранние версии текстов, составляющих Библию, на иврите или греческом языке. В этих ранних текстах есть много терминов, которые современные ученые интерпретируют иначе, чем предыдущие поколения исследователей. Существуют опасения по поводу ошибок при копировании, подделок и предвзятости переводчиков более поздних Библии. Они считают некоторые стихи, например, те, которые, по их словам, поддерживают рабство или неравное обращение с женщинами, недействительными сегодня и противоречащими воле Бога, присутствующей в контексте Библии. Они ссылаются на эти вопросы, аргументируя необходимость изменения теологических взглядов на сексуальные отношения, как они говорят, на более ранний взгляд. Считая сексуальные отношения в браке - положительными, независимо от сексуальной ориентации. И придерживаются мнения, что библейские стихи, не относятся к гомосексуальным отношениям.
Опрос 2014 года показал, что 43% белых евангелических американских христиан в возрасте от 18 до 33 лет поддерживают однополые браки. Некоторые евангельские церкви принимают гомосексуальность и празднуют однополые свадьбы. Пасторы также участвовали в изменении традиционных позиции своей церкви. Как например, баптистская Церковь Общины «Новое сердце» Ла-Мирада в 2014 году, расположенная в пригороде Лос-Анджелеса. Или церковь GracePointe во Франклине, пригороде Нэшвилла, в 2015 году также приняла такое решение.
Эл Шарптон, баптистский священник и лидер движения за гражданские права, во время своей кампании по выдвижению кандидатом в президенты от Демократической партии в 2004 году заявил, что вопрос о том, должны ли геи или лесбиянки иметь возможность вступать в брак, является оскорбительным: «Это все равно, что сказать, что вы даете черным, или белым, или латиноамериканцам право жить вместе — но не жениться [...] Это всё равно, что спросить «Поддерживаю ли я брак чёрных или брак белых»...    Из этого вопроса можно сделать вывод, что геи не похожи на других людей».
Ряд церквей занимают более гибкую позицию. Так, Баптистский союз Великобритании считает, что однополые пары «не должны подвергаться дискриминации из-за своей сексуальной ориентации», но и те христиане, которые считают однополые отношения неправильными, не должны принуждаться изменять свою позицию в том, что является принципом их веры. Национальная баптистская конвенция США не формулирует официальную позицию, оставляя это на рассмотрение каждой отдельной конгрегации.
Американский пастор Фред Фелпс, глава Баптистской церкви Вестборо, выступавший с частыми заявлениями против присутствия ЛГБТ-идеологии в религиозных практиках, был подвергнут резкой критике и травле в средствах массовой информации. Ему был запрещен въезд в Великобританию. По решению Совета старейшин Фелпс был отлучен от церкви. И, вскоре умер, в связи с критическим состоянием здоровья. Его сын Нейтан стал ЛГБТ-активистом и осуждает религиозную группу своего отца.
Многие баптистские церкви не одобряют гомосексуальные отношения. Так, Коалиция Американские баптистские церкви США, несмотря на то, что, некоторые организации входящие в неё придерживаются противоположной позиции, утверждает, что «гомосексуальная практика несовместима с христианским учением», и, выступает против однополых браков.
Трудность подсчета заключается в том, что, баптисты считают членами своей религиозной группы только тех, кто прошёл крещение во взрослом сознательном возрасте. Баптизм, с конца XIX века, наиболее крупная религиозная конфессия в Соединённых Штатах Америки, представлены в каждом штате США, но, нигде, не составляют большинство, кроме штатов Вирджиния и Техас, где они подавляющее большинство протестантов, не считая 28 % католиков в Техасе и 12 % католиков Вирджинии. Баптисты этих штатов, также, состоят в Южной баптистской Конвенции США. Южная баптистская конвенция США насчитывает свыше 16 миллионов членов из всех 54,85 миллионов баптистов США. Всемирный Союз Баптистов представляет большинство баптистов мира. Южная баптистская конвенция США вышла из Всемирного Союза Баптистов в 2004 году. Южная баптистская конвенция обвинила тогдашнего президента Всемирного Союза Баптистов Кима в принятии «либеральной теологии» из-за его поддержки осуществления пасторского служения женщин, а также из-за того, что, входящая в неё Коалиция Американские баптистские церкви США, принимала в членство организации выступающие за браки между людьми одного пола. В 2005 году, две организации входящие в Южную Баптистскую Конвенцию, Генеральная баптистская ассоциация Вирджинии и Генеральная баптистская конвенция Техаса, подали заявку на членство в Всемирном Союзе Баптистов и были приняты. В 2014 году, баптистская Церковь Общины «Новое сердце» Ла-Мирада в 2014 году, расположенная в пригороде Лос-Анджелеса, также, была исключена из Южной баптистской конвенции по причине принятия гомосексуальности и однополых браков.
Южная баптистская конвенция выпустила ряд резолюций, в которых, отвергает гомосексуальные отношения как «проявление развратной природы», «извращение божественных стандартов», «нарушение природы» и «мерзость перед Богом». Она также выступает против однополых браков.
Евангельские христиане-баптисты на постсоветском пространстве придерживаются консервативных позиций, считая гомосексуализм «греховным пристрастием», которое «требует исцеления». Любая попытка легализовать однополые отношения признаётся как «откровенный бунт против Бога и определённых Им естественных законов».

#### Методизм
Разнообразны точки зрения методистов на гомосексуальность, потому что нет ни одной конфессии, которая представляла бы всех методистов. Всемирный Методистский Совет, представляющий большинство методистских конфессий, не имеет официальных заявлений относительно сексуальности. Методическая Церковь Великобритании разрешает священникам благословлять однополые браки. Объединённая методистская церковь (более 6 миллионов верующих только в США), которая охватывает Соединённые Штаты, Филиппины, некоторые районы Африки и некоторые части Европы, распространяет служение на гомосексуальных лиц, считая, что все люди представляют священную ценность.
Методистская Церковь Новой Зеландии с 2004 года, одобряет рукоположение открытых геев и лесбиянок в священники. В 2013 году, когда однополые браки были легализованы в Новой Зеландии, конгрегации смогли заключать однополые браки. Объединённая Церковь в Австралии разрешила пресвитерам рукополагать открытых геев и лесбиянок в священники, и церкви могут благословлять однополые пары, вступающие в гражданское партнёрство. 13 июля 2018 года Объединённая Церковь Австралии проголосовала на национальной ассамблее за создание официальных брачных обрядов для однополых пар. Объединённая Церковь Канады, член Всемирного Методистского Совета, является объединённой церковью, возникшей в результате слияния нескольких деноминаций, включая методистов. Эта деноминация поддерживает включение ЛГБТ. В церкви рукополагаются открытые геи и лесбиянки, а в 2012 году был избран первый открытый гей модератор, который возглавил всю деноминацию. С 2003 года Объединённая Церковь Канады поддерживает однополые браки.
В 2020, Методистская церковь Южной Африки решила, что она не будет препятствовать её членам, мирянам или духовенству, от вступления в однополый гражданский союз. Церковь разрешила служителям-геям состоять в гомосексуальных отношениях будучи служителями, и разрешила [служителю-гею] проживать в приходском доме вместе с партнёром.

#### Адвентизм
Церковь адвентистов седьмого дня выступала против однополой сексуальной практики, утверждала, что «сексуальные отношения допустимы только в супружеских отношениях между мужчиной и женщиной», а все отношения вне рамок супружеской близости не соответствуют замыслу Бога. Однако текущая церковная политика гласит, что открытых гомосексуальных лиц (и «практикующих») следует приглашать на церковные службы и относиться к ним с любовью и добротой, присущим любому человеческому существу. Это касается и занятия гомосексуалами церковных должностей.
Церковь адвентистов основана в 1863 году в США, её штаб-квартира находиться в Силвер-Спринг, штат Мэриленд, она объединяет более 20 миллионов верующих.
Патрик Аллен, бывший адвентийский пастор и действующий генерал-губернатор Ямайки, в ноябре 2012 года призвал своих соотечественников последовать примеру библейского пророка Неемии, который продемонстрировал «абсолютную нетерпимость к коррупции и решительные действия по ее искоренению». Аллен посетовал на «значительные перемены к худшему... того, что называют «новой нормой». Тенденция началась с запрета молитвы в школах, а затем и в государственных учреждениях бывшего «бастиона христианства» США, под знаменем свободы вероисповедания». Губернатор Аллен продолжил: «На такие государства, как Ямайка, оказывается растущее давление с целью признания особых прав лесбиянок и геев, даже угрозой отказа в финансовой помощи для тех, кто этого не делает».

#### Пятидесятничество
Метропольная общинная церковь — пятидесятническая деноминация была основана в 1968 году в Лос-Анджелесе специально для служения ЛГБТ-людям с христианскими убеждениями. Глобальный Альянс Подтверждающих Апостольских Пятидесятников уходит своими корнями в 1980 год, что делает её одной из старейших существующих Апостольских Пятидесятнических деноминаций, поддерживающих ЛГБТ. Другой такой организацией является Международная Аффирмативная Пятидесятническая Церковь, которая в настоящее время является крупнейшей аффирмативной Пятидесятнической организацией, имеющей церкви в США, Великобритании, Центральной и Южной Америке, Европе и Африке. Объединённая Церковь Христа также празднует однополые браки.
Гомосексуальная Пятидесятническая Церковь была основана в 1980 году в городе Скенектади, штат Нью-Йорк.
Большинство церквей, которые находятся в движении пятидесятников, считают гомосексуальные отношения грехом. Крупнейшая пятидесятническая церковь Ассамблеи Бога, ссылаясь на традиционное понимание библейских текстов, называет гомосексуальные отношения «извращением». Гомосексуальность рассматривается скорее как поведение, а не ориентация, взрослые могут изменить свою сексуальную ориентация после покаяния на гетеросексуальную, так как для Бога нет ничего невозможного. С категорическим осуждением гомосексуальности выступали и другие международные пятидесятнические церкви — Церковь Бога, Международная церковь четырёхстороннего Евангелия, Пятидесятнические ассамблеи мира, Церковь Бога во Христе, Международная пятидесятническая церковь святости. Позиция Объединённой пятидесятнической церкви гласит, что любой служитель церкви, признанный виновным в сексуальных грехах, лишается сана немедленно и теряет право на дальнейшее служение в церкви когда-либо.
Столь же твёрдую позицию занимают Христиане веры евангельской (пятидесятники) в России. Член Экспертного совета Комитета Государственной Думы РФ по делам общественных объединений и религиозных организаций епископ К. В. Бендас утверждает, что гомосексуальность является «не болезнью, которую надо лечить, а именно грехом, который необходимо искоренять!».

#### Церковь Иисуса Христа Святых последних дней (мормоны)
Церковь Иисуса Христа Святых последних дней разъясняет, что гомосексуальные наклонности сами по себе не являются греховными. Однако гомосексуальные отношения считаются серьёзным грехом на уровне или даже выше, чем другая сексуальная активность вне законного гетеросексуального брака. Мормоны активно выступают против однополых браков в США, утверждая, что те подрывают истинную цель брака. Так, вклад мормонов в кампанию 2008 года против однополых браков в Калифорнии («Предложение 8») составил от 50 % до 75 % бюджета этой кампании.
Вместе с этим, церковь мормонов призвала своих членов протянуть руки гомосексуалам с любовью и пониманием, что вызвало критику и протесты со стороны более консервативных церквей.

#### Свидетели Иеговы
Свидетели Иеговы рассматривают гомосексуальные контакты любой природы в качестве разновидности блуда наряду с любыми сексуальными контактами, выходящими за пределы интимной жизни состоящих в законном браке мужчины и женщины. Однополые браки при этом отвергаются как противоречащие библейскому определению брака в виде союза мужчины и женщины.
Согласно учению свидетелей Иеговы, Бог не одобряет и не потворствует гомосексуальным практикам, а также не разрешает гомосексуальные союзы, которые он считает отвратительными. Члены общества свидетелей Иеговы обязаны воздерживаться от любой формы гомосексуального поведения, которое рассматривается как серьёзный грех; нераскаивающихся гомосексуалов исключают из собрания. Однако учение свидетелей Иеговы учит отвергать гомосексуальное поведение, но не людей, при этом оно призывает людей, имеющих гомосексуальные желания, бороться со своими влечениями точно так же, как призывает к этому гетеросексуальных людей не состоящих в браке или состоящих в браке с человеком, который не может иметь сексуальных контактов. Кроме того, учение свидетелей Иеговы говорит, что осуждение гомосексуальных практик в Библии не может быть основанием для гомофобии или для презрения по отношению к гомосексуалам, и что ко всем ближним следует относиться с уважением и достойным образом.

## Христианское служение для испытывающих гомосексуальное влечение

### Организации для христиан, испытывающих гомосексуальное влечение
В зависимости от особенностей учения церквей христианам, испытывающим гомосексуальное влечение, предлагается либо научиться поддерживать гетеросексуальные отношения, поборов гомосексуальные наклонности, либо жить в сексуальном воздержании, либо иметь однополые отношения с постоянным партнёром. Первые два варианта соответствуют позиции консервативных христиан, третий вариант допускается либеральными христианами. В соответствии с этими установками существуют разные виды поддержки гомосексуальных христиан околоцерковными организациями.
Так, Международная католическая организация «Мужество» сосредотачивается на поддержке воздержания от однополого секса. Другие группы побуждают гомосексуальных членов стремиться снижать или полностью изживать свои однополые влечения. Примерами таких групп являются: ПФОКС, называющая себя «экс-геевской»; Позитивная альтернатива гомосексуальности, которая представляет собой коалицию организаций, ставящих своей целью «помочь людям с нежелательными однополыми влечениями реализовать свои личные стремления к переменам — будь то путём развития их природного гетеросексуального потенциала, либо выбрав безбрачный образ жизни, без сексуальных отношений».

### Религиозно-мотивированные изменения сексуальной ориентации
Медико-психологические публикации описывают попытки людей изменить свою сексуальную ориентацию, руководствуясь религиозными убеждениями. Так, Уоррен Трокмортон, профессор психологии в Grove City College, в обзоре литературы описывает 11 публикаций, посвященных таким действиям.
В числе прочих, он описывает работу, изданную в 1999 году в журнале Journal of Psychology & Theology, в которой были описаны результаты исследования 140 человек (102 мужчины и 38 женщин), пытающихся изменить свою сексуальную ориентацию, руководствуясь религиозными убеждениями.
Спустя год с момента первоначального наблюдения поведенческий показатель успеха составлял 60,8 % для мужчин и 71,1 % для женщин. При этом участники считались поведенчески успешными в случае воздержания от физического гомосексуального контакта в течение года.
Согласно выводам исследования, проведенном профессором психологии Кимом Шейфером (Kim Schaeffer) и его коллегами из Point Loma Nazarene University «успех был связан с сильной религиозной мотивацией и позитивным психическим состоянием здоровья». Среди людей, не вошедших в число поведенчески успешных, большинство (88,2 %) указали, что они продолжают пытаться изменить свою сексуальную ориентацию, что доказывает, согласно выводам исследования, что участники считают вероятным достижение изменений сексуальной ориентации.
В систематическом обзоре, показавшем неэффективность попыток изменения сексуальной ориентации (включающие в себя и религиозные методы), были описаны проблемы исследований, показавших эффективность ПИСО. Так, исследование Schaeffer подверглось критике за то, что мерой успешности изменения сексуальной ориентации в нём было воздержание от гомосексуальных контактов, которое показывает изменение сексуального поведения, но не ориентации, а также за выборку, состоящую преимущественно из белых мужчин.
В обзор не вошло исследование усилий по изменению ориентации у 1060 бывших или нынешних членов Церкви Иисуса Христа Святых последних дней. По данным исследования, религиозные методы изменения ориентации были наиболее распространенными, раньше начинались, выполнялись в течение более длительных периодов и были наиболее вредными и наименее эффективными. Среди ограничений исследования следует отметить его ретроспективный дизайн и зависимость от самоотчётов испытуемых.

### Психологические аспекты
Консервативные христианские группы, которые ставят своей целью преодоление гомосексуальных наклонностей, нередко обращаются к использованию репаративной терапии. На самом деле, рост популярности фундаментализма в США в 70-х годах и обеспечил репаративных терапевтов клиентами — молодыми людьми, чья сексуальная ориентация находится в конфликте с их религиозными взглядами. Репаративная терапия, поддерживаемая в основном организацией «Национальная ассоциация по исследованию и терапии гомосексуальности» (NARTH) неоднократно была подвергнута критике и порицанию со стороны многих ведущих профессиональных медицинских, психологических и педагогических ассоциаций. В августе 2009 года Американская психологическая ассоциация (АПА) заявила, что специалисты должны предоставлять верующим геям и лесбиянкам адекватную и реалистичную информацию. По мнению АПА, гомосексуалы сами должны сделать свой собственный выбор образа жизни, исходя из предоставленной им информации. Представители АПА фактически сочли допустимым для сохранения психического здоровья гомосексуалов лишь два варианта — соблюдение сексуального воздержания или поддержание однополых отношений, полностью отвергнув попытки смены сексуальной ориентации как бесперспективные и небезопасные для здоровья (риск повышения тревожности, депрессий, попыток суицида). По поводу репаративной терапии в отчёте АПА указывалось: «С научной точки зрения было обосновано, что сексуальная ориентация вряд ли изменится в результате усилий, прилагаемых с этой целью».
По данным обзора исследований, 12 исследований на эту тему нашли репаративную терапию неэффективной, и лишь одно исследование, проведённое главой NARTH Джозефом Николози, доказало обратное. Причём его исследование было опубликовано в журнале Psychological Reports. Этот журнал берёт с учёных плату за публикацию исследований, а также имеет крайне низкий импакт-фактор. В систематическом обзоре исследование также критиковалось за использование ретроспективных самоотчётов и нерандомизированную выборку, набранную из служений экс-геев и NARTH и состоящую преимущественно из белых религиозных мужчин.
В 2020 году был проведён систематический обзор на тему эффективности и безопасности попыток изменения сексуальной ориентации. Был сделан вывод, что исследования по данной теме страдают от методологических ограничений: отсутствия контрольной группы, предвзятости отбора участников, ретроспективного дизайна, высокой религиозности и потенциальной предвзятости испытуемых, отсутствия гендерного и этнического разнообразия в выборках. В итоге был сделан вывод, что доказательства эффективности ПИСО неубедительны, и при этом существует множество доказательств их неэффективности и опасности.
В исследовании из журнала Международного совета по реабилитации жертв пыток сообщалось об экстремальных нарушениях этики при проведении ПИСО: в некоторых странах во время ПИСО применяют избиение, изнасилование, принудительное обнажение, принудительное кормление, изоляцию и заключение, лишение пищи, принудительное лечение, словесные оскорбления, унижение и поражение электрическим током. Экспертная группа заявляет, что «конверсионная терапия представляет собой жестокое, бесчеловечное или унижающее достоинство обращение, когда она проводится насильственно или без согласия человека и может быть приравнена к пытке в зависимости от обстоятельств, а именно тяжести причиненной физической и психической боли и страданий».
В нескольких исследованиях на различных выборках негетеросексуальных людей, пытавшихся изменить ориентацию, было обнаружено, что негетеросексуалы, совершившие такие попытки, чаще сообщали об одиночестве, наркозависимости, попытках суицида, депрессии и проблемах с психическим здоровьем. Это позволяет как минимум сделать вывод о возможном вреде терапии для тех, кому она не помогла изменить ориентацию. Кросс-секционный дизайн данных исследований ограничивает достоверность выводов о направлении причинно-следственных связей, но, судя по всему, маловероятно, что неблагоприятные психосоциальные факторы предшествовали прохождению терапии, ведь стремление к изменению ориентации обычно связано с внешними, а не внутренними факторами.
В 2021 году вышла резолюция АПА, где была отмечена нехватка научных доказательств работоспособности ПИСО. Целый ряд методологических недостатков делает отчёты об успешном изменении ориентации недействительными. Репаративные терапевты искажали чужие теории (например, теорию о флюидности сексуальной ориентации Лизы Даймонд), их результаты не были воспроизведены в надёжных исследованиях, некоторые их работы были отозваны. Кроме того, репаративная терапия может вести к таким последствиям, как:
- Суицидальное поведение и депрессивные симптомы;
- Проблемы с психическим здоровьем и неудовлетворённость жизнью;
- Диссоциация и эмоциональная бесчувственность;
- Незащищённый анальный секс;
- Дезориентация и замешательство;
- Злоупотребление психоактивными веществами;
- Чувство внутренней разобщённости;
- Чувства гнева и горя из-за напрасной траты времени и денег[442].

В исследовании южнокорейских ЛГБ из Южной Кореи был сделан вывод, что попытки изменения сексуальной ориентации повышают распространённость суицидальных мыслей и попыток самоубийства в 1,44 и 2,35 раза. Более того, автор исследования пришла к выводу, что репаративная терапия может быть одной из разновидностей стресса меньшинств:
Попытки изменения сексуальной ориентации могут выступать в качестве стрессора для меньшинств, поскольку ЛГБТ подвергаются уникальному стрессу из-за того, как общество, институты и отдельные люди реагируют на их сексуальную ориентацию, что способствует негативным механизмам копинга и негативным последствиям для физического и психического здоровья.
В противоположность этому, такие организации, как NARTH и Католическая Медицинская Ассоциация, оспаривают точку зрения о неэффективности профессиональных действий по корректировке нежелательного однополого сексуального влечения.
В последнее время репаративная терапия получила широкую популярность среди крупных консервативных религиозных групп, особенно в США, как способ противостояния движению за права сексуальных меньшинств. Многие из подобных групп воспринимают репаративную терапию как более мягкий способ выразить своё неприятие гомосексуальности. Также репаративная терапия используется этими группами для влияния на общественное мнение и убеждения представителей законодательных органов в недопустимости «поддержки равных прав, гражданских партнёрств и принятия законов в области преступлений на почве ненависти». АПА в своей резолюции отмечает, что репаративная терапия тесно связана со стигматизацией ЛГБТ. Поддержка репаративной терапии со стороны профессионалов ухудшает положение ЛГБТ, оправдывает дискриминацию и делает ЛГБТ более уязвимыми к нарушению прав человека. В странах с наибольшей нетерпимостью к ЛГБТ и наименьшим доступом к достоверным знаниям о сексуальной ориентации репаративные «терапевты» чувствуют себя особенно свободно и увеличивают проблемы ЛГБТ. Более того, усилия американских репаративных терапевтов в зарубежных странах привели к ужесточению местных законов против ЛГБТ.

### Душепопечение
Однозначно осуждая гомосексуализм и «пропаганду гомосексуализма», консервативные церкви относятся с пастырской ответственностью к людям, имеющим гомосексуальные наклонности. Традиционный подход в христианской церкви направлен на предотвращение греховного сексуального поведения и возникновение греховных склонностей и на помощь тем, кто уже был вовлечен в это поведение и приобрел определённые греховные наклонности.
Помощь церкви и душепопечителей традиционно направляется как на ободрение и решение эмоциональных проблем, так и на изложение христианских подходов в вопросе преодоления греховных наклонностей и избавления от приобретенных привычек. Гомосексуальное поведение рассматривается как приобретенные привычки (результат неправильных отношений в семье, изнасилований и совращений, неправильные попытки решить свои сексуальные проблемы), которые могут быть изменены.
При этом по данным обзора исследований от Американской психологической ассоциации, рассуждения о том, что семейные факторы могут повлиять на вероятность возникновения гомосексуальности, не подтверждаются доказательствами. На данный момент среди учёных нет консенсуса о том, какие факторы формируют сексуальную ориентацию человека. Распространено мнение о том, что на это влияют как врождённая предрасположенность, так и особенности воспитания, но для большинства людей формирование ориентации не является сознательным и добровольным выбором. Вместе с тем теории о биологической предрасположенности к определённой сексуальной ориентации подтверждаются большим количеством доказательств, чем теории о её социальном происхождении.
В процессе оказания помощи душепопечителями обращается внимание на следующее:
- Описание греховности (а не врожденности) этого поведения в Библии и возможность его изменения («… ни малакии, ни мужеложники… — Царства Божия не наследуют. И такими были некоторые из вас; но омылись, но освятились, но оправдались именем Господа нашего Иисуса Христа и Духом Бога нашего» (1 Кор. 6:9-11))[446];
- Направление внимания на необходимость углубления отношений с Богом через изучение Писания и чтение духовной литературы, молитву, пост, участие в церковной жизни, обрядах и таинствах, служении другим людям[446];
- Необходимость приобретения навыков самоконтроля, воздержания[448];
- Необходимость полного преобразования жизни, отказа от старых привычек и прежних взглядов: «старые греховные навыки должны быть разрушены и заменены новыми, благочестивыми»[447].

### Организации для гомосексуалов и ЛГБТ-активизм в христианстве
В разных странах мира существуют ряд организаций, целенаправленно отстаивающих включение в церковную жизнь практикующих гомосексуальные отношения людей без требований изменения сексуальной ориентации или воздержания от сексуальной активности, а также выступают за гражданские права лиц гомосексуальной ориентации в обществе.
Поддерживающий гомосексуальность ЛГБТ-активизм в рамках православных церквей менее распространён, чем в католичестве и протестантизме. Одной из немногих подобных групп является организация Axios — ассоциация православных христиан византийского обряда и католиков восточного обряда, которые являются геями, лесбиянками, бисексуалами и трансгендерными людьми. Основанная в Лос-Анджелесе, эта организация имеет отделения в нескольких штатах США, а также в Канаде и Австралии.
В Америке в 1980 году была основана коалиция гей-включающих конгрегаций пресвитериан More Light Presbyterians, которая оказывает неформальную поддержку миссии полного принятия людей любой сексуальной ориентации в жизнь церкви.
В рамках Объединённой методистской церкви (United Methodist Church) присутствует движение Reconciling Ministries Network, нацеленное на более открытое принятие геев, лесбиянок, бисексуалов и трансгендерных людей.
В 1976 году была образована сравнительно малочисленная (порядка 1500 членов) независимая организация Международное родство адвентистов седьмого дня, выступающая в поддержку сексуальных меньшинств среди адвентистов. Церковь адвентистов седьмого дня судилась с этой ЛГБТ-христианской организацией по поводу употребления ею наименования адвентизма в названии, однако суды были проиграны.
Некоторые пятидесятники-единственники, отлучённые из родных церквей, организовали движения, которые не осуждают гомосексуальные отношения: Скала Христовой церкви (The Rock of Christ Church), Апостольское ходатайственное служение (Apostolic Intercessory Ministry), Национальный гей-пятидесятнический альянс (The National Gay Pentecostal Alliance), Международное содружество примирения пятидесятников (Fellowship of Reconciling Pentecostals International). Часть этих движений, объединившись друг с другом, образовали альянс церквей Гей-апостольских пятидесятников.
Бывший пятидесятнический служитель Трой Перри (исключённый из родной церкви за гомосексуальность) в 1968 году организовал позднее выделившуюся в отдельную конфессию Метропольную общинную церковь (см. выше), которая служит геям и лесбиянкам, принимая их гомосексуальность.
Среди мормонов присутствуют и движения, которые не согласны с официальной консервативной церковной доктриной и стремятся изменить её в сторону принятия гомосексуальных отношений. К числу таких групп относятся, например, Affirmation: Gay & Lesbian Mormons и Gamofites.
Существует Международная сеть поддержки для лесбиянок, геев, бисексуалов и трансгендерных людей — нынешних и бывших Свидетелей Иеговы (International Support Network for Lesbian, Gay, Bisexual, Transgender Current and Former Jehovah’s Witnesses), которая оказывает духовную помощь этим группам лиц, не принадлежа к официальной организации и заявляя, что её члены могут избрать собственный духовный путь, а также англиканская Целостность, католическая Достоинство, экуменическая Гей-христианская сеть, международная и межконфессиональная Движение христиан лесбиянок и геев . В России — ЛГБТ-служение «Nuntiare et Recreare» — для ЛГБТ-верующих различной конфессиональной и религиозной принадлежности .

### Исследование религиозности гомосексуалов
Среди людей, исповедующих христианство, по всему миру присутствует множество гомосексуалов. Их отношения с церквями и религиозными группами и практика их веры оказываются различными и зависят как от их индивидуальных особенностей, так и от особенностей религиозной среды, с которой они соприкасаются.
Георг Барна (George Barna), консервативный христианский автор и исследователь, в 2009 году провёл опрос в США и обнаружил, что геи и лесбиянки имеют более многочисленную принадлежность к христианству, чем предполагалось.

«Люди, которые изображают взрослых гомосексуалов как безбожников и гедонистов, ненавидящих христианство, не оперируют фактами», — заключил он. «Подавляющее большинство гомосексуалов называют веру центральным аспектом своей жизни, считают себя христианами и утверждают, что приверженность Иисусу Христу занимает значительное место в их повседневной жизни».Оригинальный текст (англ.)«People who portray gay adults as godless, hedonistic, Christian bashers are not working with the facts». «A substantial majority of gays cite their faith as a central facet of their life, consider themselves to be Christian, and claim to have some type of meaningful personal commitment to Jesus Christ active in their life today».
Исследование выявило существенное различие между выборками гетеросексуальных и гомосексуальных жителей Америки. Согласно данным опроса, значительно меньшее количество гомосексуальных респондентов были определены как «возрождённые (рождённые свыше) христиане» (27 % по сравнению с 47 % среди гетеросексуалов). Также отличалась и степень их приверженности вере и семьям. Другие значительные контрасты были замечены в отношении сравнения «либеральной» и «консервативной» социальных позиций, а также в понимании Бога: 43 % гомосексуальных участников разделяют «ортодоксальное, библейское» понимание Бога, которого придерживаются 71 % гетеросексуальных участников. В итоге Барна делает вывод:

«Эти данные показывают, что миллионы гомосексуальных людей заинтересованы в вере, но не в местной церкви, и не сфокусированы на принятых инструментах и традициях, которые представляют зону комфорта для многих воцерковленных христиан. <…> Взрослые гомосексуалисты имеют явно отличающиеся способы интерпретации Библии по ряду центральных богословских вопросов, таких как представления о Боге».Оригинальный текст (англ.)«The data indicates that millions of gay people are interested in faith but not in the local church and do not appear to be focused on the traditional tools and traditions that represent the comfort zone of most churched Christians.» «Gay adults clearly have a different way of interpreting the Bible on a number of central theological matters, such as perspectives about God.»
Кандейк Челью-Ходж (Candace Chellew-Hodge), основательница либерально-христианского лесбийского онлайн-журнала Whoseoever, так прокомментировала выводы этого исследования:

«В общем, я признательна Барна за беспристрастное погружение в предмет религиозной веры геев и лесбиянок. Я думаю, что его исследование важно и может продвинуться достаточно далеко по пути рассеивания устоявшегося представления будто бы „геи против Бога“, которое настойчиво муссируется в средствах массовой информации. Однако, его общий вывод по-прежнему пагубен: геи и лесбиянки являются христианами, но они совсем не так хороши, как правильные гетеросексуалы».Оригинальный текст (англ.)All in all, I'm grateful for Barna even wandering into the subject of gay and lesbian religious belief. I think his study is important and can go a long way to dispelling the old «gays vs. God» dichotomy that too often gets played out in the media. However, his overall message is still harmful: Gays and lesbians are Christians — they're just not as good as straight ones
Челью-Ходж утверждает, что Барна сформулировал свой доклад с излишней иронией и скептицизмом, и что в своих выводах он не сумел понять причины тех отличий, которые выявило исследование. Причина, почему меньшее количество гомосексуалов посещают церковь, — утверждает она, — в том, что существует гораздо меньше церквей, которые согласны принимать их. В той же мере геи и лесбиянки не склонны воспринимать Библию как однозначно истинную, потому что практика применения текстов Библии против гомосексуалов вынуждает их относиться к этим текстам более сдержанно и критически, и позволяет им обращать внимание на многочисленные противоречия в этих текстах.

### Справочные издания
- Homosexuality and Religion: An Encyclopedia / Ed. J. S. Siker. — Greenwood Publishing Group, 2007. — 258 p. — ISBN 0313330883, 9780313330889.
- Гомосексуализм // Новый Библейский словарь: в 2 ч. Ч. 2: Библейские реалии = New Bible Dictionary / Пер. с англ. Т. Г. Батухтина, В. Н. Генке, Л. П. Платунова.. — СПб.: Мирт, 2001. — С. 178—179. — 1014 с. — (Энциклопедия христианства). — ISBN 5-88869-110-0.
- Гомосексуализм (Homosexuality) // Словарь библейских образов = The Dictionary of Biblical Imagery / Под ред. Л. Райкена[англ.], Д. Уилхойта, Т. Лонгмана III[англ.]; Пер. с англ. Б. A. Скороходов, О. A. Рыбакова. — СПб.: Библия для всех, 2005. — С. 226—227. — 1424 с. — ISBN 978-5-7454-1053-6, ISBN 0-8308-1451-5, ISBN 0-85111-753-8.
- Уайт Р. Э. О. Гомосексуализм (Homosexuality) // Теологический энциклопедический словарь = Evangelical Dictionary of Theology / Под ред. У. Элвилла[англ.]; пер. с англ. Т. Ю. Васильева, Д. Б. Горбатов, А. Э. Графов, А. В. Курт, В. В. Рынкевич, Ю. М. Табак, Д. А. Эйснер. — М.: Ассоциация «Духовное возрождение» ЕХБ, 2003. — С. 322—325. — 1488 с. — ISBN 5-87727-030-3.
- Гомосексуализм // Православная энциклопедия. — М., 2006. — Т. XII : Гомельская и Жлобинская епархия — Григорий Пакуриан. — С. 42—44. — 39 000 экз. — ISBN 5-89572-017-X.

### Богословие
Источники в поддержку традиционного понимания
Книги:
- Gagnon R. A. J. The Bible and Homosexual Practice: Texts and Hermeneutics (англ.). — Nashville: Abingdon Press[англ.], 2001. — 520 p. — ISBN 068708413X, ISBN 978-0-687-08413-5.
- Peterson David. Holiness & Sexuality: Homosexuality in a biblical context (англ.). — Milton Keynes, UK: Paternoster, 2004. — 220 p. — ISBN 1842272691.
- Дэвидсон Р. М.[англ.]. Пламя Господа — Сексуальность в Библии. — М.: Эксмо, 2015. — 1008 с. — ISBN 978-5-699-69728-1.
- Lively S. REDEEMING THE RAINBOW. A Christian Response to the “Gay” Agenda. — Veritas Aeterna Press, 2009. — 231 с.

Статьи:
- Gagnon R. A. J. Sexuality // Dictionary for Theological Interpretation of the Bible (англ.) / Eds. Kevin J. Vanhoozer[англ.], Craig G. Bartholomew[англ.], Daniel J. Treier, N. T. Wright. — Grand Rapids, MI: Baker Academic[англ.], 2005. — P. 739—748. — ISBN 028105780X.
- Шрайнер Т. Р.[англ.]. Новозаветный взгляд на гомосексуализм (рус.).

- David A. Grenda (2003) Is God «Homophobic»?, The Linacre Quarterly[англ.], 70:3, Volume: 70 issue: 3, page(s): 261—264. Issue published: August 1, 2003. Peninsula, a publication of Harvard College.
- Бурега В. В. Отношение к проблеме гомосексуализма в современном западном христианстве // Богослов.ру, 7 июля 2012
- Albert Mohler[англ.], Homosexuality and the Bible.

Источники в поддержку либерального понимания
- Щедровицкий Д. В. Введение в Ветхий Завет. Пятикнижие Моисеево. — 4-е, испр.. — М.: Оклик, 2008. — С. 682—684. — ISBN 978-5-91349-005-6, ISBN 978-5-91349-004-9.